# Liste des Premières Nations du Canada
Ne doit pas être confondu avec Liste des nations autochtones canadiennes.
La liste des Premières Nations du Canada répertorie l'ensemble des Premières Nations (au sens de « bande indienne »), un concept défini dans la Loi sur les Indiens, une loi canadienne, signifiant un groupe de population autochtone gouverné par une entité politique appelée « conseil de bande »,. Ces Premières Nations (ou bandes indiennes) sont présentées par province ou territoire puis par ordre alphabétique selon leur nom officiel. Le groupe ethnique auquel elles appartiennent ainsi que les réserves et établissements indiens rattachés à la Première Nation sont également indiqués.

## Terre-Neuve-et-Labrador
La province de Terre-Neuve-et-Labrador compte au total 4 Premières Nations, dont la moitié est d'ethnie micmac et l'autre, innue.
| Première Nation                       | Nom officiel                  | Ethnie              | Réserve            |
| ------------------------------------- | ----------------------------- | ------------------- | ------------------ |
| Première Nation Miawpukek (en)        | Miawpukek                     | Micmacs             | Samiajij Miawpukek |
| Première Nation Mushuau Innu (en)     | Mushuau Innu First Nation     | Innus (ou Naskapis) | Natuashish         |
| Première Nation Qalipu Mi'kmaq (en)   | Qalipu Mi'kmaq First Nation   | Micmacs             | aucune             |
| Première Nation Sheshatshiu Innu (en) | Sheshatshiu Innu First Nation | Innus               | Sheshatshiu        |

## Île-du-Prince-Édouard
La province de l'Île-du-Prince-Édouard compte au total 2 Premières Nations, dont l'entièreté est d'ethnie micmac.
| Première Nation                  | Nom officiel  | Ethnie  | Réserve(s)                                        |
| -------------------------------- | ------------- | ------- | ------------------------------------------------- |
| Première Nation Abegweit         | Abegweit      | Micmacs | Morell 2, Rocky Point 3, Scotchfort 4             |
| Première Nation de Lennox Island | Lennox Island | Micmacs | Lennox Island 1, Lennox Island 5, Lennox Island 6 |

## Nouvelle-Écosse
La province de la Nouvelle-Écosse compte au total 12 Premières Nations, dont l'entièreté est d'ethnie micmac.
| Première Nation                       | Nom officiel            | Ethnie  | Réserve(s)                                                                                                   |
| ------------------------------------- | ----------------------- | ------- | --- |
| Première Nation Acadia (en)           | Acadia                  | Micmacs | Gold River 21, Hammonds Plains, Medway River 11, Ponhook Lake 10, Wildcat 12, Yarmouth 33                    |
| Première Nation Annapolis Valley (en) | Annapolis Valley        | Micmacs | Annapolis Valley, St. Croix 34                                                                               |
| Première Nation Bear River (en)       | Bear River              | Micmacs | Bear River 6, Bear River 6A, Bear River 6B                                                                   |
| Première Nation Eskasoni (en)         | Eskasoni                | Micmacs | Eskasoni 3, Eskasoni 3A, Malagawatch 4 (20 %)                                                                |
| Première Nation Glooscap (en)         | Glooscap First Nation   | Micmacs | Glooscap 35, Glooscap Landing Reserve                                                                        |
| Première Nation Membertou (en)        | Membertou               | Micmacs | Caribou Marsh 29, Malagawatch 4 (20 %), Membertou 28B, Sydney 28A                                            |
| Première Nation Millbrook (en)        | Millbrook               | Micmacs | Beaver Lake 17, Cole Harbour 30, Millbrook 27, Sheet Harbour 36, Truro 27A, Truro 27B, Truro 27C, Tufts Cove |
| Première Nation Paq'tnkek (en)        | Paqtnkek Mi'kmaw Nation | Micmacs | Franklin Manor 22 (48 %), Paqtnkek-Niktuek 23, Welnek 38                                                     |
| Première Nation de Pictou Landing     | Pictou Landing          | Micmacs | Boat Harbour West 37, Fisher's Grant 24, Fisher's Grant 24G, Franklin Manor 22 (52 %), Merigomish Harbour 31 |
| Première Nation de Chapel Island      | Potlotek First Nation   | Micmacs | Chapel Island 5, Malagawatch 4 (20 %)                                                                        |
| Première Nation Sipekne'katik (en)    | Sipekne'katik           | Micmacs | Indian Brook 14, New Ross 20, Pennal 19, Shubenacadie 13, Wallace Hills 14A                                  |
| Première Nation Wagmatcook            | Wagmatcook              | Micmacs | Malagawatch 4 (20 %), Margaree 25, Wagmatcook 1                                                              |
| Première Nation Waycobah              | We'koqma'q First Nation | Micmacs | Malagawatch 4 (20 %), Whycocomagh 2                                                                          |

## Nouveau-Brunswick
La province du Nouveau-Brunswick compte au total 15 Premières Nations, dont environ la moitié est d'ethnie micmac et l'autre, malécite.
| Première Nation                         | Nom officiel                    | Ethnie    | Réserve(s) |
| --------------------------------------- | ------------------------------- | --------- | --- |
| Première Nation micmaque Bouctouche     | Buctouche MicMac                | Micmacs   | Bouctouche 16, Bouctouche Extension |
| Première Nation Eel River Bar           | Eel River Bar First Nation      | Micmacs   | Eel River 3, Indian Ranch, Moose Meadows 4 |
| Première Nation Elsipogtog              | Elsipogtog First Nation         | Micmacs   | Richibouctou 15, Soegao 35 |
| Première Nation Esgenoopetitj           | Esgenoopetitj First Nation      | Micmacs   | Burnt Church 14, Pokemouche 13, Tabusintac 9 |
| Première Nation Fort Folly              | Fort Folly                      | Micmacs   | Fort Folly 1 |
| Première Nation d'Indian Island         | Indian Island                   | Micmacs   | Indian Island 28 |
| Première Nation Kingsclear              | Kingsclear                      | Malécites | Kingsclear 6, The Brothers 18 (partagée) |
| Première Nation malécite Madawaska      | Madawaska Maliseet First Nation | Malécites | Saint-Basile 10, The Brothers 18 (partagée) |
| Première Nation Metepenagiag Mi'kmaq    | Metepenagiag Mi'kmaq Nation     | Micmacs   | Big Hole Tract 8 (moitié nord), Indian Point 1, Metepenagiag Urban Reserve 3, Metepenagiag Urban Reserve 8, Metepenagiag Uta'nk, Red Bank 4, Red Bank 7 |
| Première Nation Natoaganeg (Eel Ground) | Natoaganeg                      | Micmacs   | Big Hole Tract 8 (moitié sud), Eel Ground 2, Renous 12                                                                                                  |
| Première Nation Oromocto                | Oromocto First Nation           | Malécites | Oromocto 26 |
| Première Nation Pabineau                | Pabineau                        | Micmacs   | Pabineau 11, Oinpegitjoig Indian Reserve |
| Première Nation Saint Mary's            | Saint Mary's                    | Malécites | Devon 30, Saint-Mary's 24 |
| Première Nation de Tobique              | Tobique                         | Malécites | The Brothers 18 (partagée), Tobique 20 |
| Première Nation Woodstock               | Woodstock                       | Malécites | The Brothers 18 (partagée), Woodstock 23 |

## Québec
La province de Québec compte au total 41 Premières Nations, dont les membres sont d'onze ethnies différentes, notamment algonquine, crie et innue.
| Première Nation                            | Nom officiel                                       | Ethnie         | Réserve(s)                                        |
| ------------------------------------------ | -------------------------------------------------- | -------------- | ------------------------------------------------- |
| Algonquins de Barriere Lake                | Algonquins of Barriere Lake                        | Algonquins     | Kitiganik                                         |
| Atikamekw d'Opitciwan                      | Atikamekw d'Opitciwan                              | Attikameks     | Opitciwan                                         |
| Bande des Innus de Pessamit                | Bande des Innus de Pessamit                        | Innus          | Pessamit                                          |
| Communauté anicinape de Kitcisakik         | Communauté anicinape de Kitcisakik                 | Algonquins     | Kitcisakik                                        |
| Conseil de la Première Nation Abitibiwinni | Conseil de la Première Nation Abitibiwinni         | Algonquins     | Pikogan                                           |
| Conseil des Atikamekw de Wemotaci          | Conseil des Atikamekw de Wemotaci                  | Attikameks     | Wemotaci                                          |
| Nation crie de Chisasibi                   | Cree Nation of Chisasibi                           | Cris           | Chisasibi (terre réservée), Chisasibi             |
| Nation crie de Mistissini                  | Cree Nation of Mistissini                          | Cris           | Mistissini (terre réservée), Mistissini           |
| Nation crie de Nemaska                     | Cree Nation of Nemaska                             | Cris           | Nemaska (terre réservée), Nemaska                 |
| Nation crie de Wemindji                    | Cree Nation of Wemindji                            | Cris           | Wemindji (terre réservée), Wemindji               |
| Eastmain                                   | Eastmain                                           | Cris           | Eastmain (terre réservée), Eastmain               |
| Innu Takuaikan Uashat Mak Mani-Utenam      | Innu Takuaikan Uashat Mak Mani-Utenam              | Innus          | Uashat, Maliotenam                                |
| Innue Essipit                              | Innue Essipit                                      | Innus          | Essipit                                           |
| Première Nation de Kebaowek                | Kebaowek First Nation                              | Algonquins     | Kebaowek                                          |
| Kitigan Zibi Anishinabeg                   | Kitigan Zibi Anishinabeg                           | Algonquins     | Kitigan Zibi                                      |
| Nation innue Matimekush-Lac John           | La Nation Innu Matimekush-Lac John                 | Innus          | Matimekosh, Lac-John                              |
| Nation micmaque de Gespeg                  | La Nation Micmac de Gespeg                         | Micmacs        | aucune                                            |
| Atikamekw de Manawan                       | Les Atikamekw de Manawan                           | Attikameks     | Manawan                                           |
| Innus d'Ekuanitshit                        | Les Innus de Ekuanitshit                           | Innus          | Mingan                                            |
| Gouvernement mi'gmaq de Listuguj           | Listuguj Mi'gmaq Government                        | Micmacs        | Listuguj                                          |
| Première Nation de Long Point              | Long Point First Nation                            | Algonquins     | Winneway                                          |
| Micmacs de Gesgapegiag                     | Micmacs of Gesgapegiag                             | Micmacs        | Gesgapegiag                                       |
| Mohawks d'Akwesasne                        | Mohawks of Akwesasne                               | Mohawks        | Akwesasne 15, Akwesasne 59 (Ontario)              |
| Mohawks de Kahnawà:ke                      | Mohawks of Kahnawá:ke                              | Mohawks        | Doncaster (partagée), Kahnawake                   |
| Mohawks de Kanesatake                      | Mohawks of Kanesatake                              | Mohawks        | Doncaster (partagée), Kanesatake                  |
| Montagnais de Pakua Shipi                  | Montagnais de Pakua Shipi                          | Innus          | Pakuashipi                                        |
| Montagnais d'Unamen Shipu                  | Montagnais de Unamen Shipu                         | Innus          | Unamen Shipu                                      |
| Nation naskapie de Kawawachikamach         | Naskapi Nation of Kawawachikamach                  | Naskapis       | Kawawachikamach (terre réservée), Kawawachikamach |
| Nation anishnabe du Lac Simon              | Nation Anishnabe du Lac Simon                      | Algonquins     | Lac-Simon                                         |
| Nation huronne-wendat                      | Nation Huronne Wendat                              | Hurons-Wendats | Wendake                                           |
| Odanak                                     | Odanak                                             | Abénaquis      | Odanak                                            |
| Nation crie d'Oujé-Bougoumou               | Oujé-Bougoumou Cree Nation                         | Cris           | Oujé-Bougoumou (terre réservée)                   |
| Première Nation des Abénakis de Wôlinak    | Première Nation des Abénakis de Wôlinak            | Abénaquis      | Wôlinak                                           |
| Montagnais de Natashquan                   | Première Nation des Innus de Nutashkuan            | Innus          | Nutashkuan                                        |
| Innus du Lac Saint-Jean                    | Première Nation des Pekuakamiulnuatsh              | Innus          | Mashteuiatsh                                      |
| Première nation de Whapmagoostui           | Première nation de Whapmagoostui                   | Cris           | Whapmagoostui (terre réservée), Whapmagoostui     |
| Première Nation Wolastoqiyik Wahsipekuk    | Première Nation Wolastoqiyik (Malécite) Wahsipekuk | Malécites      | Cacouna, Kataskomiq                               |
| Cris de la Première Nation de Waskaganish  | The Crees of Waskaganish First Nation              | Cris           | Waskaganish (terre réservée), Waskaganish         |
| Première Nation de Timiskaming             | Timiskaming First Nation                           | Algonquins     | Timiskaming                                       |
| Nation crie de Waswanipi                   | Waswanipi                                          | Cris           | Waswanipi (terre réservée), Waswanipi             |
| Première Nation de Wolf Lake               | Wolf Lake                                          | Algonquins     | Hunter's Point                                    |

## Ontario
La province de l'Ontario compte au total 140 Premières Nations, dont les membres sont de plusieurs ethnies différentes, majoritairement crie et ojibwée.
| Première Nation                                             | Nom officiel                                  | Ethnie                                                               | Réserve(s) |
| ----------------------------------------------------------- | --------------------------------------------- | -------------------------------------------------------------------- | --- |
| Première Nation Aamjiwnaang (en)                            | Aamjiwnaang                                   | Ojibwés                                                              | Sarnia 45 |
| Première Nation d'Albany                                    | Albany                                        | Cris                                                                 | Fort Albany 67 |
| Première Nation d'Alderville (en)                           | Alderville First Nation                       | Mississaugas                                                         | Alderville First Nation, Sugar Island 37A |
| Algonquins de Pikwàkanagàn                                  | Algonquins of Pikwakanagan First Nation       | Algonquins                                                           | Pikwàkanagàn |
| Première Nation Animakee Wa Zhing 37 (en)                   | Animakee Wa Zhing #37                         | Anichinabés                                                          | Agency 30, Big Island 37, Lake of the Woods 34, Lake of the Woods 37, Lake of the Woods 37B, Northwest Angle 34C, Northwest Angle 34C & 37B, Northwest Angle 37C, Shoal Lake 34B1, Shoal Lake 37A, Whitefish Bay 34A              |
| Animbiigoo Zaagi'igan Anishinaabek (en)                     | Animbiigoo Zaagi'igan Anishinaabek            | Ojibwés                                                              | Lake Nipigon Reserve |
| Anishinabe de Wauzhushk Onigum (en)                         | Anishinabe of Wauzhushk Onigum                | Anichinabés                                                          | Agency 30, Kenora 38B |
| Anichinabés de Naongashiing (en)                            | Anishnaabeg of Naongashiing                   | Anichinabés                                                          | Agency 30, Big Island 31D, Big Island 31E, Big Island 31F, Big Island Mainland 93, Lake of the Woods 31B, Lake of the Woods 31C, Lake of the Woods 31G, Lake of the Woods 31H, Naongashing 31A, Saug-A-Gaw-Sing 1, Shoal Lake 31J |
| Première Nation de Wahgoshig                                | Apitipi Anicinapek Nation                     | Algonquins, Ojibwés, Cris                                            | Abitibi 70 |
| Première Nation d'Aroland                                   | Aroland                                       | Cris                                                                 | Aroland Indian Settlement |
| Première Nation Atikameksheng Anishnawbek (en)              | Atikameksheng Anishnawbek                     | Ojibwés                                                              | Whitefish Lake 6 |
| Attawapiskat                                                | Attawapiskat                                  | Cris                                                                 | Attawapiskat 91, Attawapiskat 91A |
| Première Nation Aundeck Omni Kaning (en)                    | Aundeck-Omni-Kaning                           | Ojibwés                                                              | Sucker Creek 23 |
| Première Nation ojibwée de Batchewana (en)                  | Batchewana First Nation                       | Ojibwés                                                              | Goulais Bay 15A, Obadjiwan 15E, Rankin Location 15D, Whitefish Island |
| Mohawks de la baie de Quinte                                | Bay of Quinte Mohawk                          | Mohawks                                                              | Glebe Farm 40B, Six Nations 40 |
| Première Nation Bearfoot Onondaga (en)                      | Bearfoot Onondaga                             | Onondagas                                                            | Glebe Farm 40B, Six Nations 40 |
| Première Nation Bearskin Lake (en)                          | Bearskin Lake                                 | Oji-Cris                                                             | Bearskin Lake |
| Première Nation Beausoleil (en)                             | Beausoleil                                    | Ojibwés                                                              | Chippewa Island, Christian Island 30, Christian Island 30A |
| Première Nation de Big Grassy (en)                          | Big Grassy                                    | Ojibwés, Saulteaux                                                   | Agency 30, Assabaska, Big Grassy River 35G, Lake of the Woods 35J, Naongashing 35A, Obabikong 35B |
| Biigtigong Nishnaabeg (en)                                  | Biigtigong Nishnaabeg                         | Ojibwés                                                              | Pic River 50 |
| Biinjitiwaabik Zaaging Anishinaabek (en)                    | Biinjitiwaabik Zaaging Anishinaabek           | Ojibwés                                                              | Rocky Bay 1 |
| Bingwi Neyaashi Anishinaabek (en)                           | Bingwi Neyaashi Anishinaabek                  | Ojibwés                                                              | Sand Point First Nation |
| Première Nation de Brunswick House (en)                     | Brunswick House                               | Oji-Cris                                                             | Duck Lake 76B, Mountbatten 76A |
| Première Nation Caldwell (en)                               | Caldwell                                      | Anichinabés                                                          | Caldwell First Nation Reserve |
| Première Nation de Cat Lake                                 | Cat Lake                                      | Ojibwés                                                              | Cat Lake 63C |
| Première Nation crie de Chapleau (en)                       | Chapleau Cree First Nation                    | Cris                                                                 | Chapleau 75, Chapleau Cree Fox Lake |
| Première Nation ojibwée de Chapleau (en)                    | Chapleau Ojibway                              | Ojibwés                                                              | Chapleau 61A, Chapleau 74, Chapleau 74A |
| Première Nation des Chippewas de Georgina Island (en)       | Chippewas of Georgina Island                  | Ojibwés                                                              | Chippewa Island, Chippewas of Georgina Island First Nation, Chippewas of Georgina Island First Nation 33A |
| Première Nation des Chippewas de Kettle et Stony Point (en) | Chippewas of Kettle and Stony Point           | Ojibwés                                                              | Kettle Point 44 |
| Première Nation des Chippewas de Nawash (en)                | Chippewas of Nawash First Nation              | Anichinabés                                                          | Cape Croker Hunting Ground 60B, Neyaashiinigmiing 27, Saugeen & Cape Croker Fishing Isl. 1 |
| Première Nation des Chippewas de Rama (en)                  | Chippewas of Rama First Nation                | Ojibwés                                                              | Chippewa Island, Chippewas of Rama First Nation, Indian River |
| Première Nation des Chippewas de la Thames (en)             | Chippewas of the Thames First Nation          | Ojibwés                                                              | Chippewa of the Thames First Nation Indian Reserve |
| Première Nation de Constance Lake                           | Constance Lake                                | Oji-Cris                                                             | Constance Lake 92, English River 66 |
| Première Nation Couchiching (en)                            | Couchiching First Nation                      | Saulteaux                                                            | Agency 1, Couchiching 16A |
| Première Nation de Curve Lake                               | Curve Lake                                    | Mississaugas                                                         | Curve Lake 35A, Curve Lake First Nation 35, Islands in the Trent Waters 36A |
| Première Nation de Deer Lake                                | Deer Lake                                     | Oji-Cris                                                             | Deer Lake |
| Première Nation Delaware (en)                               | Delaware                                      | Lenapes                                                              | Glebe Farm 40B, Six Nations 40 |
| Première Nation Dokis (en)                                  | Dokis                                         | Anichinabés                                                          | Dokis 9 |
| Première Nation d'Eabametoong                               | Eabametoong First Nation                      | Cris                                                                 | Fort Hope 64 |
| Première Nation Eagle Lake (en)                             | Eagle Lake                                    | Ojibwés                                                              | Eagle Lake 27 |
| Première Nation Flying Post (en)                            | Flying Post                                   | Oji-Cris                                                             | Flying Post 73 |
| Première Nation de Fort Severn                              | Fort Severn                                   | Cris                                                                 | Fort Seven Indian Settlement, Fort Severn 89 |
| Première Nation Fort William (en)                           | Fort William                                  | Ojibwés                                                              | Fort William 52 |
| Première Nation Garden River (en)                           | Garden River First Nation                     | Ojibwés                                                              | Garden River 14 |
| Première Nation Ginoogaming (en)                            | Ginoogaming First Nation                      | Ojibwés                                                              | Ginoogaming First Nation |
| Première Nation Asubpeeschoseewagong (en)                   | Grassy Narrows First Nation                   | Ojibwés                                                              | English River 21 |
| Première Nation Gull Bay (en)                               | Gull Bay                                      | Ojibwés                                                              | Gull River 55 |
| Première Nation Henvey Inlet (en)                           | Henvey Inlet First Nation                     | Ojibwés                                                              | French River 13, Henvey Inlet 2 |
| Première Nation Hiawatha (en)                               | Hiawatha First Nation                         | Mississaugas                                                         | Hiawatha First Nation, Islands in the Trent Waters 36A |
| Première Nation indépendante Iskatewizaagegan 39 (en)       | Iskatewizaagegan #39 Independent First Nation | Anichinabés                                                          | Agency 30, Shoal Lake 34B2, Shoal Lake 39, Shoal Lake 39A |
| Première Nation Kasabonika Lake (en)                        | Kasabonika Lake                               | Oji-Cris                                                             | Kasabonika Lake |
| Kashechewan                                                 | Kashechewan                                   | Cris                                                                 | Fort Albany 67 |
| Première Nation de Kee-Way-Win                              | Kee-Way-Win                                   | Cris                                                                 | Kee Way Win Indian Settlement, Keewaywin |
| Première Nation Kingfisher (en)                             | Kingfisher                                    | Oji-Cris                                                             | Kingfisher 2A, Kingfisher 3A, Kingfisher Lake 1 |
| Première Nation de Kitchenuhmaykoosib Inninuwug             | Kitchenuhmaykoosib Inninuwug                  | Oji-Cris                                                             | Kitchenuhmaykoosib Aaki 84 |
| Première Nation Konadaha Seneca (en)                        | Konadaha Seneca                               | Sénécas                                                              | Glebe Farm 40B, Six Nations 40 |
| Première Nation du Lac des Mille-Lacs (en)                  | Lac Des Mille Lacs                            | Ojibwés, Saulteaux                                                   | Lac des Mille Lacs 22A1, Lac des Mille Lacs 22A2 |
| Première Nation du Lac La Croix (en)                        | Lac La Croix                                  | Saulteaux                                                            | Neguaguon Lake 25D |
| Première Nation de Lac Seul                                 | Lac Seul                                      | Ojibwés                                                              | Lac Seul 28 |
| Première Nation Long Lake 58 (en)                           | Long Lake No.58 First Nation                  | Ojibwés                                                              | Long Lake 58 |
| Première Nation Lower Cayuga (en)                           | Lower Cayuga                                  | Cayugas                                                              | Glebe Farm 40B, Six Nations 40 |
| Première Nation Lower Mohawk (en)                           | Lower Mohawk                                  | Mohawks                                                              | Glebe Farm 40B, Six Nations 40 |
| Première Nation M'Chigeeng (en)                             | M'Chigeeng First Nation                       | Ojibwés                                                              | M'Chigeeng 22 |
| Première Nation Magnetawan (en)                             | Magnetawan                                    | Ojibwés                                                              | Magnetawan 1 |
| Première Nation de Marten Falls                             | Martin Falls                                  | Anichinabés                                                          | Marten Falls 65 |
| Première Nation Matachewan                                  | Matachewan                                    | Ojibwés, Cris                                                        | Matachewan 72 |
| Première Nation Mattagami (en)                              | Mattagami                                     | Ojibwés, Oji-Cris, Outaouais                                         | Mattagami 71 |
| Première Nation de McDowell Lake                            | McDowell Lake                                 | Cris                                                                 | aucune |
| Première Nation Michipicoten (en)                           | Michipicoten                                  | Ojibwés                                                              | Chapleau 61, Gros Cap 49, Gros Cap Indian Village 49A, Missanabie 62 |
| Première Nation de Mishkeegogamang                          | Mishkeegogamang                               | Ojibwés                                                              | Osnaburgh 63A, Osnaburgh 63B |
| Première Nation crie Missanabie (en)                        | Missanabie Cree                               | Cris                                                                 | Missanabie Cree First Nation |
| Première Nation Mississauga (en)                            | Mississauga                                   | Mississaugas                                                         | Mississagi River 8 |
| Mississaugas de Scugog Island (en)                          | Mississaugas of Scugog Island First Nation    | Mississaugas                                                         | Islands in the Trent Waters 36A, Mississauga's of Scugog Island |
| Première Nation des Mississaugas de la Credit (en)          | Mississaugas of the Credit                    | Mississaugas                                                         | New Credit 40A |
| Première Nation Mitaanjigamiing (en)                        | Mitaanjigamiing First Nation                  | Ojibwés                                                              | Agency 1, Rainy Lake 18C |
| Mohawks d'Akwesasne                                         | Mohawks of Akwesasne                          | Mohawks                                                              | Akwesasne 15 (Québec), Akwesasne 59 |
| Mohawks de la baie de Quinte                                | Mohawks of the Bay of Quinte                  | Mohawks                                                              | Tyendinaga Mohawk Territory |
| Première Nation crie de Moose                               | Moose Cree First Nation                       | Cris                                                                 | Factory Island 1, Moose Factory 68 |
| Première Nation de Moose Deer Point (en)                    | Moose Deer Point                              | Potéouatamis                                                         | Moose Point 79 |
| Première Nation Moravian de la Thames (en)                  | Moravian of the Thames                        | Lenapes                                                              | Moravian 47 |
| Nation Munsee-Delaware (en)                                 | Munsee-Delaware Nation                        | Lenapes                                                              | Munsee-Delaware Nation 1 |
| Première Nation de Muskrat Dam Lake                         | Muskrat Dam Lake                              | Cris                                                                 | Muskrat Dam Lake |
| Première Nation Naicatchewenin (en)                         | Naicatchewenin                                | Ojibwés                                                              | Agency 1, Rainy Lake 17A, Rainy Lake 17B |
| Première Nation Naotkamegwanning (en)                       | Naotkamegwanning                              | Ojibwés                                                              | Agency 30, Sabaskong Bay 32C, Whitefish Bay 32A, Yellow Girl Bay 32B |
| Première Nation de Neskantaga                               | Neskantaga First Nation                       | Cris                                                                 | Neskantaga, Summer Beaver Settlement |
| Première Nation Netmizaaggamig Nishnaabeg (en)              | Netmizaaggamig Nishnaabeg                     | Ojibwés                                                              | Pic Mobert North, Pic Mobert South |
| Première Nation de Nibinamik                                | Nibinamik First Nation                        | Oji-Cris                                                             | Summer Beaver Settlement |
| Première Nation Nigigoonsiminikaaning (en)                  | Nigigoonsiminikaaning First Nation            | Saulteaux                                                            | Agency 1, Rainy Lake 26A, Rainy Lake 26B, Rainy Lake 26C |
| Première Nation Niharondasa Seneca (en)                     | Niharondasa Seneca                            | Sénécas                                                              | Glebe Farm 40B, Six Nations 40 |
| Première Nation Niisaachewan Anishinaabe (en)               | Niisaachewan Anishinaabe Nation               | Ojibwés, Saulteaux                                                   | Agency 30, The Dalles 38C |
| Première Nation de Nipissing                                | Nipissing First Nation                        | Ojibwés, Outaouais, Algonquins, Potéouatamis                         | Nipissing 10 |
| Première Nation de North Caribou Lake (en)                  | North Caribou Lake                            | Oji-Cris                                                             | Weagamow Lake 87 |
| Première Nation de North Spirit Lake                        | North Spirit Lake                             | Oji-Cris                                                             | North Spirit Lake |
| Première Nation Northwest Angle 33 (en)                     | Northwest Angle No.33                         | Ojibwés                                                              | Agency 30, Northwest Angle 33B, Whitefish Bay 33A |
| Nation ojibwée de Saugeen (en)                              | Ojibway Nation of Saugeen                     | Ojibwés                                                              | Ojibway Nation of Saugeen |
| Première Nation ojibwée d'Onigaming                         | Ojibways of Onigaming First Nation            | Ojibwés, Saulteaux                                                   | Agency 30, Assabaska, Sabaskong Bay 35C, Sabaskong Bay 35D, Sabaskong Bay 35F, Sabaskong Bay 35H |
| Première Nation Oneida (en)                                 | Oneida                                        | Onneiouts                                                            | Glebe Farm 40B, Six Nations 40 |
| Nation oneida de Thames (en)                                | Oneida Nation of the Thames                   | Onneiouts                                                            | Oneida 41 |
| Première Nation Onondaga Clear Sky (en)                     | Onondaga Clear Sky                            | Onondagas                                                            | Glebe Farm 40B, Six Nations 40 |
| Première Nation du Pays Plat (en)                           | Pays Plat                                     | Ojibwés                                                              | Pays Plat 51 |
| Première Nation de Pikangikum                               | Pikangikum                                    | Cris                                                                 | Pikangikum 14 |
| Première Nation de Poplar Hill                              | Poplar Hill                                   | Ojibwés                                                              | Poplar Hill |
| Premières Nations Rainy River (en)                          | Rainy River First Nations                     | Ojibwés                                                              | Long Sault 12, Manitou Rapids 11, Rainy River 1, Rainy River 2, Rainy River 3, Rainy River 4 |
| Première Nation de Red Rock (en)                            | Red Rock                                      | Ojibwés                                                              | Lake Helen 53A, Red Rock 53 |
| Première Nation de Sachigo Lake (en)                        | Sachigo Lake                                  | Oji-Cris                                                             | Sachigo Lake 1, Sachigo Lake 2, Sachigo Lake 3 |
| Première Nation Sagamok Anishnawbek (en)                    | Sagamok Anishnawbek                           | Ojibwés, Outaouais, Potéouatamis                                     | Sagamok |
| Première Nation de Sandy Lake                               | Sandy Lake                                    | Oji-Cris                                                             | Sandy Lake 88 |
| Première Nation Saugeen (en)                                | Saugeen                                       | Ojibwés                                                              | Chief's Point 28, Saugeen & Cape Croker Fishing Isl. 1, Saugeen 29, Saugeen Hunting Grounds 60A |
| Première Nation de Seine River                              | Seine River First Nation                      | Ojibwés                                                              | Seine River 23A, Seine River 23B, Sturgeon Falls 23 |
| Première Nation de Serpent River (en)                       | Serpent River                                 | Anichinabés                                                          | Serpent River 7 |
| Première Nation de Shawanaga (en)                           | Shawanaga First Nation                        | Anichinabés                                                          | Naiscoutaing 17A, Shawanaga 17, Shawanaga 17B |
| Première Nation de Sheguiandah (en)                         | Sheguiandah                                   | Anichinabés                                                          | Sheguiandah 24 |
| Première Nation de Sheshegwaning (en)                       | Sheshegwaning                                 | Outaouais                                                            | Sheshegwaning 20 |
| Première Nation Shoal Lake n° 40                            | Shoal Lake No.40                              | Saulteaux                                                            | Agency 30, Shoal Lake 34B2, Shoal Lake 40 |
| Six Nations de la Rivière Grand                             | Six Nations of the Grand River                | Mohawks, Onneiouts, Lenapes, Sénécas, Cayugas, Onondagas, Tuscaroras | Glebe Farm 40B, Six Nations 40 |
| Première Nation de Slate Falls (en)                         | Slate Falls Nation                            | Ojibwés                                                              | Slate Falls Indian Settlement, Slate Falls Nation Reserve |
| Nation Taykwa Tagamou                                       | Taykwa Tagamou Nation                         | Cris                                                                 | New Post 69, New Post 69A |
| Première Nation Temagami                                    | Temagami First Nation                         | Anichinabés                                                          | Bear Island 1 |
| Première Nation de Thessalon (en)                           | Thessalon                                     | Ojibwés                                                              | Thessalon 12 |
| Première Nation Tuscarora (en)                              | Tuscarora                                     | Tuscaroras                                                           | Glebe Farm 40B, Six Nations 40 |
| Première Nation Upper Cayuga (en)                           | Upper Cayuga                                  | Cayugas                                                              | Glebe Farm 40B, Six Nations 40 |
| Première Nation Upper Mohawk (en)                           | Upper Mohawk                                  | Mohawks                                                              | Glebe Farm 40B, Six Nations 40 |
| Nations indépendantes de Wabaseemoong (en)                  | Wabaseemoong Independent Nations              | Ojibwés                                                              | Agency 30, One Man Lake 29, Swan Lake 29, Wabaseemoong |
| Première Nation de Wabauskang (en)                          | Wabauskang First Nation                       | Saulteaux                                                            | Wabauskang 21 |
| Nation ojibwée de Wabigoon Lake (en)                        | Wabigoon Lake Ojibway Nation                  | Saulteaux                                                            | Wabigoon Lake 27 |
| Première Nation de Wahnapitae (en)                          | Wahnapitae                                    | Ojibwés                                                              | Wahnapitae 11 |
| Mohawks de Wahta                                            | Wahta Mohawk                                  | Mohawks                                                              | Indian River, Wahta Mohawk Territory |
| Première Nation de Walker Mohawk (en)                       | Walker Mohawk                                 | Mohawks                                                              | Glebe Farm 40B, Six Nations 40 |
| Première Nation de l'Île Walpole                            | Walpole Island                                | Ojibwés, Potéouatamis, Outaouais                                     | Walpole Island 46 |
| Première Nation de Wapekeka (en)                            | Wapekeka                                      | Oji-Cris                                                             | Wapekeka 1, Wapekeka 2 |
| Première Nation de Wasauksing (en)                          | Wasauksing First Nation                       | Ojibwés, Outaouais, Potéouatamis                                     | Parry Island First Nation |
| Première Nation de Washagamis Bay (en)                      | Washagamis Bay                                | Ojibwés                                                              | Agency 30, Rat Portage 38A |
| Première Nation de Wawakapewin (en)                         | Wawakapewin                                   | Oji-Cris                                                             | Wawakapewin |
| Première Nation de Webequie                                 | Webequie                                      | Ojibwés                                                              | Webequie, Webiqui Indian Settlement |
| Première Nation de Weenusk (en)                             | Weenusk                                       | Cris                                                                 | Winisk 90, Winisk Indian Settlement |
| Première Nation de Whitefish River (en)                     | Whitefish River                               | Ojibwés                                                              | Whitefish River 4 |
| Première Nation de Whitesand                                | Whitesand                                     | Ojibwés                                                              | Armstrong Settlement, Whitesand |
| Première Nation de Wiikwemkoong                             | Wikwemikong                                   | Ojibwés, Outaouais, Potéouatamis                                     | Point Grondine 3, Wikwemikong Unceded Reserve |
| Première Nation de Wunnumin (en)                            | Wunnumin                                      | Oji-Cris                                                             | Wunnumin 1, Wunnumin 2 |
| Première Nation de Zhiibaahaasing (en)                      | Zhiibaahaasing First Nation                   | Outaouais, Ojibwés                                                   | Zhiibaahaasing 19, Zhiibaahaasing 19A |

## Manitoba
La province du Manitoba compte au total 63 Premières Nations, dont les membres sont de plusieurs ethnies différentes, notamment anichinabée, crie et ojibwée.
| Première Nation                                 | Nom officiel                                    | Ethnie            | Réserve(s) |
| ----------------------------------------------- | ----------------------------------------------- | ----------------- | --- |
| Première Nation de Barren Lands (en)            | Barren Lands                                    | Cris              | Barren Lands, Brochet 197 |
| Première Nation de Berens River                 | Berens River                                    | Ojibwés           | Berens River 13, Pigeon River 13A |
| Première Nation Birdtail Sioux (en)             | Birdtail Sioux                                  | Dakotas           | Birdtail Creek 57, Birdtail Hay Lands 57A, Birdtail Sioux Dakota Nation 57C, Fishing Station 62A |
| Première Nation de Black River                  | Black River First Nation                        | Ojibwés           | Black River 9 |
| Première Nation de Bloodvein                    | Bloodvein                                       | Anichinabés       | Bloodvein 12 |
| Nation ojibwée Brokenhead (en)                  | Brokenhead Ojibway Nation                       | Anichinabés       | Birch Landing, Brokenhead 4, Na-Sha-Ke-Penais |
| Première Nation de Buffalo Point (en)           | Buffalo Point First Nation                      | Ojibwés/Saulteaux | Agency 30, Buffalo Point 36, Buffalo Point First Nation 1, Buffalo Point First Nation 2, Buffalo Point First Nation 3, Reed River 36A |
| Nation crie de Bunibonibee                      | Bunibonibee Cree Nation                         | Cris              | Atihkosanik, High Hill Lake, Kisipikamak, Munro Lake, Notin Sakahekun, Opischikonayak Nation, Oxford House 24, Oxford House 24A, Oxford House 24B, Oxford House 24C, Oxford House 24D, Oxford Lake North Shore, Wapisew Lake, Whitemud Lake |
| Première Nation dakota Canupawakpa (en)         | Canupawakpa Dakota First Nation                 | Nakodas           | Canupawakpa Dakota First Nation, Fishing Station 62A, Oak Lake 59A |
| Nation crie de Chemawawin                       | Chemawawin Cree Nation                          | Cris              | Chemawawin 1, Chemawawin 2, Chemawawin 3 |
| Première Nation de Cross Lake                   | Cross Lake Band of Indians                      | Cris              | Cross Lake 19, Cross Lake 19A, Cross Lake 19B, Cross Lake 19C, Cross Lake 19D, Cross Lake 19E, Cross Lake 19x01, Cross Lake 19x02, Cross Lake 19x03, Cross Lake 19x05, Cross Lake 19x06, Whiskeyjack |
| Première Nation de Dakota Plains (en)           | Dakota Plains                                   | Dakotas           | Dakota Plains 6A |
| Première Nation de Dakota Tipi                  | Dakota Tipi                                     | Nakodas           | Dakota Tipi 1 |
| Première Nation de Dauphin River (en)           | Dauphin River                                   | Ojibwés           | Dauphin River 48A |
| Première Nation Ebb and Flow (en)               | Ebb and Flow                                    | Anichinabés       | Ebb and Flow 52 |
| Nation crie de Fisher River                     | Fisher River                                    | Cris              | Fisher River 44, Fisher River 44A |
| Première Nation de Fort Alexander               | Fort Alexander                                  | Anichinabés       | Fort Alexander 3 |
| Nation crie de Fox Lake                         | Fox Lake                                        | Cris              | A Kwis Ki Mahka, Fox Lake 1, Fox Lake 2, Fox Lake West 3, Gillam Indian Settlement |
| Première Nation de Gambler (en)                 | Gambler First Nation                            | Ojibwés           | Gambler 63, Gambler First Nation 63B, Treaty Four Reserve Grounds 77 (partagée) |
| Première Nation de Garden Hill                  | Garden Hill First Nations                       | Cris              | Amik Wachink Sakahikan, Bella Lake Exchange Lands, Garden Hill First Nation, Pe-Ta-Waygamak, Seeseep Sakahikan, Wesha Kijay Wasagamach, Wolf River |
| Première Nation de God's Lake                   | God's Lake First Nation                         | Cris              | Andrew Bay, Chataway Lake/Knife Lake, Esker Ridge A Indian Reserve, Esker Ridge B, God's Lake 23, God's Lake First Nation Addition 1, God's Lake First Nation Addition 2, God's Lake Southeast of Community, Hawkins, Hills Island, Kenyan Lake, North Prominent Ridge, Peter Burton's/Shorty Rapids, Red Cross Lake East, Red Cross Lake North, Vermilyea Lake, Wapaminakoskak Narrows |
| Première Nation de Hollow Water                 | Hollow Water                                    | Anichinabés       | Hole or Hollow Water 10 |
| Première Nation ojibwée de Keeseekoowewin (en)  | Keeseekoowenin                                  | Ojibwés           | Bottle Lake 61B, Clear Lake 61A, Keeseekoowenin 61 |
| Première Nation de Kinonjeoshtegon              | Kinonjeoshtegon First Nation                    | Ojibwés           | Jackhead 43, Jackhead 43A |
| Première Nation du Lac Manitoba (en)            | Lake Manitoba                                   | Anichinabés       | Dog Creek 46 |
| Première Nation du Lac Saint-Martin (en)        | Lake St. Martin                                 | Anichinabés       | Obushkudayang, The Narrows 49, The Narrows 49A |
| Première Nation de Little Grand Rapids          | Little Grand Rapids                             | Anichinabés       | Little Grand Rapids 14 |
| Première Nation Little Saskatchewan (en)        | Little Saskatchewan                             | Anichinabés       | Little Saskatchewan 48, Little Saskatchewan 48B |
| Première Nation Long Plain (en)                 | Long Plain                                      | Nakodas           | Long Plain, Long Plain 6, Long Plain Madison Indian Reserve 1 |
| Nation crie de Manto Sipi                       | Manto Sipi Cree Nation                          | Cris              | Allen Rapids Indian Reserve, Chepi Lake Indian Reserve, God's River 86A |
| Première Nation Marcel Colomb (en)              | Marcel Colomb First Nation                      | Cris              | Black Sturgeon |
| Première Nation Mathias Colomb (en)             | Mathias Colomb                                  | Cris              | Granville Lake Indian Settlement, Highrock 199, Kamihkowapihskak Pawistik, Kimosominahk, King Fisher Bay Indian Reserve, Kississing Lake, Mistiategameek Sipi, Moosowhapihsk Sakhahigan, Nihkik Ohnikapihs, Ohpahahpiskow Sakahegan, Pachapesihk Wasahow, Pukatawagan 198, Sisipuk Sakahegan A, Sisipuk Sakahegan B, Sisipuk Sakahegan C, Wepuskow Ohnikahp |
| Nation crie de Misipawistik                     | Misipawistik Cree Nation                        | Cris              | Grand Rapids 33, Masikiskahk Indian Reserve |
| Nation crie de Mosakahiken                      | Mosakahiken Cree Nation                         | Cris              | Moose Lake 31A, Moose Lake 31C, Moose Lake 31D, Moose Lake 31G, Moose Lake 31J |
| Nation crie de Nisichawayasihk                  | Nisichawayasihk Cree Nation                     | Cris              | Kapawasihk, Mile 20 Second Revision, Monahawuhkuan, NCN Mystery Lake Parcel Reserve, Nelson House 170, Nelson House 170A, Nelson House 170B, Nelson House 170C, Numaykoos Sakaheykun, Odei River, Opekanowi Sakaheykun, Opekunosakakanihk, Suwannee Lake, Wapasihk, Wapikunoo Bay, Wapisu Lake, Wuskwi Sakaheykun, Wuskwi Sipi |
| Première Nation dénésuline de Northlands (en)   | Northlands Denesuline First Nation              | Tchipewyans       | Kasmere Lake B, Kesinltintúwe, Lac Brochet 197A, Luwechotuwe Parcel B, Luwechotuwe Parcel C, Netelituwe Site C, Netelitúwe Site E, Nįtxeli Tuwé, Nįtxeli Tuwé 2, Nįtxeli Tuwé 4, Putahow Lake Site A, Putahow Lake Site B, Putahow Lake Site C, Putahow Lake Site D, Putahow Lake Site F, Sheth Chok, Tajabanilin, Tatuwe Chok Indian Reserve, Thai Da Re, Thaí Tuwé 2 Indian Reserve, Thaíchonįlįni Indian Reserve, Thaídaré Indian Reserve, Thi Dare Indian Reserve, Thlewiaza River, Thuycholeeni, Thuycholeeni Azé, Thuycholeeni Lake A, Thuycholeeni Lake B, Thuycholeeni Lake C, Tlock Desi Chiye, Tthekalé Nu, Tu Txanįlįni Indian Reserve, Tł’odįzeché Indian Reserve, Yathie Nitaniah, Łuécho Tuwé 1 Indian Reserve |
| Nation crie de Norway House                     | Norway House Cree Nation                        | Cris              | Anderson, Butterfly Lake A, Butterfly Lake B, Fairy Lake Indian Reserve, Gunisao Sipihk Keewatinohk, Gunisao Sipihk Sakitow, Gunisao Sipihk Sawanohk, Hart, Hayes River Ridge B, Lebrix Lake, Logan Lake North Shore, Misi Ministik, Mistah Hart, Norway House 17, Norway House 17A, Norway House 17B, Norway House 17C-1, Norway House 17C-10, Norway House 17C-11, Norway House 17C-12, Norway House 17C-13, Norway House 17C-14, Norway House 17C-15, Norway House 17C-16, Norway House 17C-17, Norway House 17C-18, Norway House 17C-19, Norway House 17C-2, Norway House 17C-20, Norway House 17C-2, Norway House 17C-22, Norway House 17C-23, Norway House 17C-24, Norway House 17C-25, Norway House 17C-26, Norway House 17C-27, Norway House 17C-28, Norway House 17C-29, Norway House 17C-3, Norway House 17C-30, Norway House 17C-31, Norway House 17C-32, Norway House 17C-33, Norway House 17C-34, Norway House 17C-35, Norway House 17C-36, Norway House 17C-37, Norway House 17C-38, Norway House 17C-39, Norway House 17C-4, Norway House 17C-40, Norway House 17C-41, Norway House 17C-42, Norway House 17C-43, Norway House 17C-44, Norway House 17C-45, Norway House 17C-46, Norway House 17C-5, Norway House 17C-6, Norway House 17C-7, Norway House 17C-8, Norway House 17C-9, Norway House 17D-1, Norway House 17D-2, Norway House 17D-3, Norway House 17D-4, Norway House 17D-5, Norway House 17D-6, Norway House 17D-7, Norway House 17D-8, Norway House 17D-9, Norway House Cree Nation Amiskotokan, Norway House Cree Nation Asihkwinanihk, Norway House Cree Nation Hairy Lake, Norway House Cree Nation Minahigok Sakahigan, Norway House Cree Nation Moosa Otinihk, Norway House Cree Nation Okowi Sikuhigan, Norway House Cree Nation Otahawkanihk Landing, Norway House Cree Nation Provincial Road 373B, Opiminegoka Lake, Paskitanigowih Indian Reserve, Ponask Lake, Wawahtew Sakahigan Sawanohk, Winnipekosihk |
| Première Nation O-Chi-Chak-Ko-Sipi (en)         | O-Chi-Chak-Ko-Sipi First Nation                 | Cris              | Crane River 51 |
| Nation crie O-Pipon-Na-Piwin (en)               | O-Pipon-Na-Piwin Cree Nation                    | Cris              | O-Pipon-Na-Piwin Cree Nation 1, South Indian Lake Settlement |
| Nation crie d'Opaskwayak                        | Opaskwayak Cree Nation                          | Cris              | Opaskwayak Cree Nation 21, Opaskwayak Cree Nation 21A, Opaskwayak Cree Nation 21A South, Opaskwayak Cree Nation 21B, Opaskwayak Cree Nation 21C, Opaskwayak Cree Nation 21D, Opaskwayak Cree Nation 21E, Opaskwayak Cree Nation 21F, Opaskwayak Cree Nation 21G, Opaskwayak Cree Nation 21I, Opaskwayak Cree Nation 21J, Opaskwayak Cree Nation 21K, Opaskwayak Cree Nation 21L, Opaskwayak Cree Nation 21N, Opaskwayak Cree Nation 21P, Opaskwayak Cree Nation 27A, Opaskwayak Cree Nation Egg Lake Indian Reserve 1, Opaskwayak Cree Nation Rocky Lake, Opaskwayak Cree Nation Rocky Lake Interior Indian, Opaskwayak Cree Nation Root Lake 231, Opaskwayak Cree Nation Salt Channel 21D, Root Lake Beach Ridge Site Indian Reserve |
| Première Nation de Pauingassi                   | Pauingassi First Nation                         | Anichinabés       | Pauingassi First Nation |
| Première Nation Peguis                          | Peguis                                          | Saulteaux/Cris    | 1075 Portage Avenue, Peguis 1B, Peguis 1C, Peguis 1D, Peguis 1E, Peguis 1F, Peguis 1G, Peguis 1H, Peguis 1I, St. Peters Fishing Station 1A |
| Première Nation Pinaymootang (en)               | Pinaymootang First Nation                       | Anichinabés       | Fairford 50 |
| Première Nation de Pine Creek (en)              | Pine Creek                                      | Anichinabés       | Pine Creek 66A, Treaty Four Reserve Grounds 77 (partagée) |
| Première Nation de Poplar River                 | Poplar River First Nation                       | Anichinabés       | Poplar River 16 |
| Première Nation de Red Sucker Lake              | Red Sucker Lake                                 | Cris              | Red Sucker Lake 1976, Red Sucker Lake 1976 A, Red Sucker Lake 1976 B, Red Sucker Lake 1976 C, Red Sucker Lake 1976 D, Red Sucker Lake 1976 F, Red Sucker Lake 1976 G, Red Sucker Lake 1976 H |
| Première Nation de Rolling River (en)           | Rolling River                                   | Nakodas           | Rolling River 67, Rolling River 67A, Rolling River 67B, Rolling River 67C, Treaty Four Reserve Grounds 77 (partagée) |
| Première Nation anishinabe de Roseau River (en) | Roseau River Anishinabe First Nation Government | Anichinabés       | Roseau Rapids 2A, Roseau River 2, Roseau River 2B |
| Première Nation de Sandy Bay (en)               | Sandy Bay                                       | Ojibwés           | Sandy Bay 5 |
| Nation crie de Sapotaweyak (en)                 | Sapotaweyak Cree Nation                         | Cris              | Channel Island Sapotaweyak Cree Nation, Overflowing River Sapotaweyak Cree Nation, Pelican Rapids Access Road Phase 1, PTH 10 Sapotaweyak Cree Nation, Sapotaweyak Cree Nation, Sapotaweyak Cree Nation - Swan River Lot 2, Sapotaweyak Cree Nation - Spruce Island, Shoal River 65A, Shoal River 65B, Shoal River 65F, Swan River Lot, Treaty Four Reserve Grounds 77 (partagée) |
| Première Nation de Sayisi Dene                  | Sayisi Dene First Nation                        | Tchipewyans       | Churchill 1 |
| Première Nation de Shamattawa                   | Shamattawa First Nation                         | Cris              | Shamattawa 1 |
| Première Nation de Sioux Valley                 | Sioux Valley Dakota Nation                      | Anichinabés       | Fishing Station 62A, Sioux Valley Dakota Nation, Sioux Valley Indian Reserve 58A |
| Première Nation Skownan (en)                    | Skownan First Nation                            | Saulteaux         | Waterhen 45 |
| Première Nation de St. Theresa Point            | St. Theresa Point                               | Cris              | Cantin Lake, Mukwa Narrows, St Theresa Point |
| Première Nation de Swan Lake (en)               | Swan Lake                                       | Saulteaux         | Indian Gardens 8, Swan Lake 7, Swan Lake 7A, Swan Lake 8A |
| Nation crie de Tataskweyak                      | Tataskweyak Cree Nation                         | Cris              | Split Lake 171, Split Lake 171A, Split Lake 171B |
| Première Nation Tootinaowaziibeeng (en)         | Tootinaowaziibeeng Treaty Reserve               | Anichinabés       | Tootinaowaziibeeng 292A, Treaty Four Reserve Grounds 77 (partagée) |
| Première Nation de War Lake                     | War Lake First Nation                           | Anichinabés       | Atkinson Lake, Atkinson Lake A, Atkinson Lake B, Atkinson Lake C, Beach Lake, Cyril Lake, Dafoe River, Mooseocoot, Mooseocoot 2, Mooseocoot 3, Mooseocoot 4, Part War Lake B, War Lake A |
| Première Nation de Wasagamack                   | Wasagamack First Nation                         | Cris              | Feather Rapids, Naytawunkank, Wasagamack |
| Première Nation Waywayseecappo (en)             | Waywayseecappo First Nation Treaty Four - 1874  | Anichinabés       | Treaty Four Reserve Grounds 77 (partagée), Waywayseecappo First Nation, Waywayseecappo Highway 10 |
| Première Nation Wuskwi Sipihk (en)              | Wuskwi Sipihk First Nation                      | Cris              | Antler Corner, Mistasini Keewatinohk, Mistasini Nekapeyanohk, Mistasini Sawanohk, Swan Lake 65C, Treaty Four Reserve Grounds 77 (partagée), Wapisiw Sipihk, Wuskwi Sipihk 4, Wuskwi Sipihk 5, Wuskwi Sipihk 6, Wuskwi Sipihk 8, Wuskwi Sipihk First Nation 2, Wuskwi Sipihk First Nation 3A, Wuskwi Sipihk First Nation 3B, Wuskwi Sipihk First Nation 3C, Wuskwi Sipihk First Nation 3D, Wuskwi Sipihk First Nation 3E, Wuskwi Sipihk First Nation 3F, Wuskwi Sipihk First Nation 1, Wuskwi Sipihk 7 |
| Première Nation de York Factory                 | York Factory First Nation                       | Cris              | York Landing |

## Saskatchewan
La province de la Saskatchewan compte au total 70 Premières Nations, dont les membres sont de plusieurs ethnies différentes, principalement crie des plaines, crie, dénée et saulteaux.
| Première Nation                                                  | Nom officiel                                          | Ethnie                                        | Réserve(s) |
| ---------------------------------------------------------------- | ----------------------------------------------------- | --------------------------------------------- | --- |
| Nation crie Ahtahkakoop (en)                                     | Ahtahkakoop                                           | Cris des plaines                              | Ahtahkakoop 104 |
| Nation crie de Beardy's and Okemasis' (en)                       | Beardy's and Okemasis                                 | Cris des plaines                              | Beardy's and Okemasis' 96 & 97A, Beardy's and Okemasis' 96 & 97, Beardy's and Okemasis' 96 & 97B, Beardy's and Okemasis' 96 & 97C, Willow Cree |
| Première Nation de Big Island Lake (en)                          | Big Island Lake Cree Nation                           | Cris                                          | Big Island Lake Cree Territory |
| Première Nation de Big River (en)                                | Big River                                             | Cris                                          | Big River 118, Big River 118A |
| Nation dénée de Birch Narrows (en)                               | Birch Narrows First Nation                            | Dénés                                         | Churchill Lake 193A, Turnor Lake 193B, Turnor Lake 194 |
| Première Nation dénésuline de Black Lake (en)                    | Black Lake                                            | Dénés                                         | Chicken 224, Chicken 225, Chicken 226 |
| Nation dénée de Buffalo River (en)                               | Buffalo River Dene Nation                             | Dénés                                         | Peter Pond Lake Indian Reserve 193 |
| Première Nation crie de Canoe Lake (en)                          | Canoe Lake Cree First Nation                          | Cris                                          | Canoe Lake 165, Canoe Lake 165A, Canoe Lake 165B, Eagles Lake 165C, Onikahp Sahghikansis 165E, Roadside 165F, Wepuskow Sahgaiechan 165D |
| Nation nakoda Carry the Kettle (en)                              | Carry The Kettle                                      | Nakodas                                       | Carry the Kettle 76-1, Carry the Kettle 76-2, Carry the Kettle 76-3, Carry the Kettle 76-4, Carry the Kettle 76-6, Carry the Kettle 76-8, Carry the Kettle 76-10,Carry the Kettle 76-11, Carry the Kettle 76-12,Carry the Kettle 76-13, Carry the Kettle 76-14,Carry the Kettle 76-15, Carry the Kettle 76-17,Carry the Kettle 76-18, Carry the Kettle 76-19, Carry the Kettle 76-20, Carry the Kettle 76-22, Carry the Kettle 76-23, Carry the Kettle 76-24, Carry the Kettle 76-28, Carry the Kettle 76-29, Carry the Kettle 76-31, Carry the Kettle 76-32, Carry the Kettle 76-33, Assiniboine 76, Carry the Kettle 76-44, Carry the Kettle 76-46, Carry the Kettle 76-47, Carry the Kettle 76-56, Carry the Kettle 76-58, Carry the Kettle 76-110, Carry the Kettle 76-51, Carry the Kettle 76-54, Carry the Kettle 76-66, Carry the Kettle 76-87, Carry the Kettle 76-88, Carry the Kettle 76-89, Carry the Kettle 76-91, Carry the Kettle 76-21, Carry the Kettle 76-25, Carry the Kettle 76-30, Carry the Kettle 76-34, Carry the Kettle 76-35, Carry the Kettle 76-36, Carry the Kettle 76-37, Carry the Kettle 76-38, Carry the Kettle 76-40, Carry the Kettle 76-41, Carry the Kettle 76-42, Carry the Kettle 76-43, Carry the Kettle 76-45, Carry the Kettle 76-48, Carry the Kettle 76-49, Carry the Kettle 76-5, Carry the Kettle 76-50, Carry the Kettle 76-52, Carry the Kettle 76-53, Carry the Kettle 76-55, Carry the Kettle 76-57, Carry the Kettle 76-59, Carry the Kettle 76-60, Carry the Kettle 76-61, Carry the Kettle 76-62, Carry the Kettle 76-63, Carry the Kettle 76-65, Carry the Kettle 76-67, Carry the Kettle 76-69, Carry the Kettle 76-70, Carry the Kettle 76-71, Carry the Kettle 76-72, Carry the Kettle 76-73, Carry the Kettle 76-74, Carry the Kettle 76-75, Carry the Kettle 76-76, Carry the Kettle 76-77, Carry the Kettle 76-78, Carry the Kettle 76-79, Carry the Kettle 76-80, Carry the Kettle 76-81, Carry the Kettle 76-82, Carry the Kettle 76-84, Carry the Kettle 76-86, Carry the Kettle 76-9, Carry the Kettle 76-7, Carry the Kettle 76-64, Carry the Kettle 76-51, Treaty Four Reserve Grounds 77 (partagée) |
| Nation dénée de Clearwater River                                 | Clearwater River Dene                                 | Dénés                                         | Clearwater River 222, Clearwater River 221, Clearwater River 223, La Loche Indian Settlement |
| Première Nation Côté (en)                                        | Cote First Nation 366                                 | Ojibwés                                       | Côté 64, Treaty Four Reserve Grounds 77 (partagée) |
| Première Nation Cowessess (en)                                   | Cowessess                                             | Cris des plaines                              | Cowessess 73, Cowessess 73A, Treaty Four Reserve Grounds 77 (partagée) |
| Nation crie de Cumberland House (en)                             | Cumberland House Cree Nation                          | Cris                                          | Budd's Point 20D, Cumberland House Cree Nation 20, Muskeg River 20C, Pine Bluff 20A, Pine Bluff 20B |
| Première Nation Day Star (en)                                    | Day Star                                              | Cris des plaines                              | Day Star 87, Last Mountain Lake 80A (partagée), Treaty Four Reserve Grounds 77 (partagée) |
| Première Nation d'English River (en)                             | English River First Nation                            | Cris                                          | Cree Lake 192G, Dipper Rapids 192C, Elak Dase 192A, Barkwell Bay 192I, Beauval Forks 192O, Cable Bay 192M, Flatstone Lake 192L, Haultain Lake 192K, Leaf Rapids 192P, Mawdsley Lake 192R, Slush Lake 192Q, English River 192H, Grasswoods 192J, Île-à-la-Crosse 192E, Knee Lake 192B, La Plonge 192, Primeau Lake 192F, Wapachewunak 192D |
| Première Nation de Fishing Lake (en)                             | Fishing Lake First Nation                             | Saulteaux                                     | Fishing Lake 89A, Fishing Lake 89, Fishing Lake 89D1, Sabitawasis Beach 89C1, Treaty Four Reserve Grounds 77 (partagée) |
| Première Nation Flying Dust (en)                                 | Flying Dust First Nation                              | Cris des plaines                              | Flying Dust 105, Flying Dust 105H, Flying Dust 105I, Flying Dust 105L, Flying Dust 105O, Flying Dust 105D, Flying Dust 105E, Flying Dust 105F, Flying Dust 105J, Gladue Lake 105B, Meadow Lake 105A, Meadow Lake 105C |
| Première Nation dénésuline de Fond-du-Lac                        | Fond du Lac                                           | Dénés                                         | Fond-du-Lac 228, Fond-du-Lac 229, Fond-du-Lac 227, Fond-du-Lac 231, Fond-du-Lac 232, Fond-du-Lac 233 |
| Première Nation George Gordon (en)                               | George Gordon First Nation                            | Cris des plaines                              | George Gordon 86-3, George Gordon 86-4, George Gordon 86-5, George Gordon 86, George Gordon Indian Reserve 86, Last Mountain Lake 80A (partagée), Treaty Four Reserve Grounds 77 (partagée) |
| Première Nation dénésuline de Hatchet Lake                       | Hatchet Lake                                          | Tchipewyans                                   | Lac La Hache 220 |
| Première Nation James Smith                                      | James Smith                                           | Cris                                          | Cumberland 100A, James Smith Indian Reserve 100 |
| Première Nation Kahkewistahaw (en)                               | Kahkewistahaw                                         | Cris                                          | Kahkewistahaw 72, Kahkewistahaw 72A-1, Kahkewistahaw 72A-2, Kahkewistahaw 72I, Kahkewistahaw 72M, Kahkewistahaw 72N, Kahkewistahaw 72P, Kahkewistahaw 72Q, Kahkewistahaw 72W, Kahkewistahaw 72X, Kahkewistahaw 72F, Kahkewistahaw 72H, Kahkewistahaw 72B, Kahkewistahaw 72C, Kahkewistahaw 72D, Kahkewistahaw 72E, Kahkewistahaw 72G, Kahkewistahaw 72J, Kahkewistahaw 72K, Kahkewistahaw 72L, Treaty Four Reserve Grounds 77 (partagée) |
| Première Nation Kawacatoose (en)                                 | Kawacatoose                                           | Ojibwés                                       | Kawacatoose 88, Last Mountain Lake 80A (partagée), The Poor Man 88, Treaty Four Reserve Grounds 77 (partagée) |
| Première Nation Keeseekoose (en)                                 | Keeseekoose                                           | Ojibwés                                       | Keeseekoose 66CA-06, Keeseekoose 66CA-08, Keeseekoose 66KE-06, Keeseekoose 66A, Keeseekoose 66, Keeseekoose 66CA-01, Keeseekoose 66CA-02, Keeseekoose 66CA-03, Keeseekoose 66CA-04, Keeseekoose 66CA-05, Keeseekoose 66CH-01, Keeseekoose 66CH-03, Keeseekoose 66CH-04, Keeseekoose 66CO-01, Keeseekoose 66CO-02, Keeseekoose 66KE-01, Keeseekoose 66KE-02, Keeseekoose 66KE-03, Keeseekoose 66KE-04, Keeseekoose 66KE-05, Keeseekoose 66SA-01, Keeseekoose 66SA-02, Keeseekoose 66ST-01, Keeseekoose 66ST-02, Keeseekoose 66ST-03, Keeseekoose 66ST-04, Treaty Four Reserve Grounds 77 (partagée) |
| Nation saulteaux Kinistin (en)                                   | Kinistin Saulteaux Nation                             | Saulteaux                                     | Kinistin 91, Kinistin 91A, Kinistin IR 91, Treaty Four Reserve Grounds 77 (partagée) |
| Bande indienne de Lac La Ronge (en)                              | Lac La Ronge                                          | Cris                                          | Bittern Lake 218, Four Portages 157C, Fox Point 157D, Fox Point 157E, Grandmother's Bay 219, Kiskinwuhumatowin, Kitsakie 156B, Lac La Ronge 156, Little Hills 158, Little Hills 158A, Little Hills 158B, Little Red River 106C, Little Red River 106D, Morin Lake 217, Old Fort 157B, Pinehouse Lake Indian Settlement, Potato River 156A, Stanley 157, Stanley 157A, Sucker River 156C |
| Première Nation Little Black Bear (en)                           | Little Black Bear                                     | Nakodas                                       | Little Black Bear 84SC, Little Black Bear 84, Treaty Four Reserve Grounds 77 (partagée) |
| Première Nation de Little Pine (en)                              | Little Pine                                           | Cris des plaines                              | Little Pine 116, Min-A-He-Quo-Sis 116A, Min-A-He-Quo-Sis 116C |
| Nation crie Lucky Man (en)                                       | Lucky Man                                             | Cris des plaines                              | Lucky Man |
| Première Nation Makwa Sahgaiehcan (en)                           | Makwa Sahgaiehcan First Nation                        | Cris                                          | Makwa Lake 129, Makwa Lake 129B, Makwa Lake 129A, Makwa Lake 129C |
| Nation crie de Ministikwan Lake (en)                             | Ministikwan Lake Cree Nation                          | Cris                                          | Ministikwan 161, Ministikwan 161A |
| Mistawasis Nêhiyawak (en)                                        | Mistawasis Nêhiyawak                                  | Cris des plaines                              | Mistawasis 103A, Mistawasis 103B, Mistawasis 103E, Mistawasis 103, Mistawasis 103F, Mistawasis 103G, Mistawasis 103H, Mistawasis 103I, Mistawasis 103J, Mistawasis 103L, Mistawasis 103C, Mistawasis 103D |
| Nation crie de Montreal Lake (en)                                | Montreal Lake                                         | Cris                                          | Montreal Lake 106, Montreal Lake 106B, Timber Bay Indian Settlement |
| Première Nation Moosomin (en)                                    | Moosomin                                              | Cris des plaines                              | Moosomin 112B, Moosomin 112E, Moosomin 112F, Moosomin 112A, Moosomin 112G, Moosomin 112H, Moosomin 112J, Moosomin 112K, Moosomin 112L, Moosomin 112M, Moosomin 112N, Moosomin 112P, Moosomin 112S |
| Premières Nations Mosquito, Grizzly Bear's Head et Lean Man (en) | Mosquito, Grizzly Bear's Head, Lean Man First Nations | Cris des plaines                              | Gold Eagle Reserve, Grizzly Bear's Head 110 & Lean Man's 111, Mosquito, Grizzly Bear's Head, Lean Man TLE 1, Mosquito 109 |
| Nation saulteaux de Muscowpetung (en)                            | Muscowpetung                                          | Saulteaux                                     | Last Mountain Lake 80A (partagée), Muscowpetung 80, Treaty Four Reserve Grounds 77 (partagée) |
| Nation crie de Muskeg Lake (en)                                  | Muskeg Lake Cree Nation #102                          | Cris des plaines                              | Asimakaniseekan Askiy 102A, Asimakaniseekan Askiy 102B, Lake Pitihkwakew 102B, Muskeg Lake 102B, Muskeg Lake 102C, Muskeg Lake 102D, Muskeg Lake 102E, Muskeg Lake 102F, Muskeg Lake 102G, Muskeg Lake 102H, Muskeg Lake 102J, Muskeg Lake 102K, Muskeg Lake 102L, Muskeg Lake 102, Muskeg Lake 102M |
| Première Nation de Muskoday (en)                                 | Muskoday First Nation                                 | Cris                                          | Muskoday First Nation, Muskoday First Nation 99A, Muskoday First Nation 99B |
| Première Nation de Muskowekwan (en)                              | Muskowekwan                                           | Saulteaux                                     | Last Mountain Lake 80A (partagée), Muskowekwan 85-49, Muskowekwan 85, Muskowekwan 85-1, Muskowekwan 85-10, Muskowekwan 85-11, Muskowekwan 85-12, Muskowekwan 85-13, Muskowekwan 85-14, Muskowekwan 85-15, Muskowekwan 85-16, Muskowekwan 85-17, Muskowekwan 85-18, Muskowekwan 85-19, Muskowekwan 85-20, Muskowekwan 85-21, Muskowekwan 85-22, Muskowekwan 85-23, Muskowekwan 85-24, Muskowekwan 85-25, Muskowekwan 85-26, Muskowekwan 85-27, Muskowekwan 85-28, Muskowekwan 85-29, Muskowekwan 85-2A, Muskowekwan 85-3, Muskowekwan 85-30, Muskowekwan 85-31, Muskowekwan 85-32, Muskowekwan 85-33, Muskowekwan 85-34, Muskowekwan 85-35, Muskowekwan 85-37, Muskowekwan 85-38, Muskowekwan 85-39, Muskowekwan 85-4, Muskowekwan 85-40, Muskowekwan 85-41, Muskowekwan 85-42, Muskowekwan 85-43, Muskowekwan 85-44, Muskowekwan 85-45, Muskowekwan 85-46, Muskowekwan 85-47, Muskowekwan 85-48, Muskowekwan 85-5, Muskowekwan 85-50, Muskowekwan 85-51, Muskowekwan 85-52, Muskowekwan 85-53, Muskowekwan 85-54, Muskowekwan 85-55, Muskowekwan 85-57, Muskowekwan 85-58, Muskowekwan 85-59, Muskowekwan 85-6, Muskowekwan 85-60, Muskowekwan 85-61, Muskowekwan 85-62, Muskowekwan 85-63, Muskowekwan 85-64, Muskowekwan 85-65, Muskowekwan 85-66, Muskowekwan 85-67, Muskowekwan 85-69, Muskowekwan 85-7, Muskowekwan 85-8, Muskowekwan 85-9, Muskowekwan 85A, Muskowekwan 85-36, Muskowekwan 85-68, Muskowekwan 85-71, Muskowekwan 85-72, Muskowekwan 85-73, Muskowekwan 85-74, Muskowekwan 85-56, Treaty Four Reserve Grounds 77 (partagée) |
| Nation crie de Nekaneet (en)                                     | Nekaneet                                              | Cris des plaines                              | Nekaneet Cree Nation, Treaty Four Reserve Grounds 77 (partagée) |
| Première Nation Ocean Man (en)                                   | Ocean Man                                             | Nakodas                                       | Ocean Man 69Q, Ocean Man 69, Ocean Man 69A, Ocean Man 69B, Ocean Man 69C, Ocean Man 69D, Ocean Man 69E, Ocean Man 69F, Ocean Man 69G, Ocean Man 69H, Ocean Man 69I, Ocean Man 69N, Ocean Man 69S, Ocean Man 69U, Ocean Man 69X, Treaty Four Reserve Grounds 77 (partagée) |
| Nation Ochapowace (en)                                           | Ochapowace                                            | Cris des plaines                              | Ochapowace 71, Ochapowace 71-1, Ochapowace 71-10, Ochapowace 71-100, Ochapowace 71-101, Ochapowace 71-102, Ochapowace 71-103, Ochapowace 71-104, Ochapowace 71-105, Ochapowace 71-106, Ochapowace 71-107, Ochapowace 71-108, Ochapowace 71-109, Ochapowace 71-11, Ochapowace 71-110, Ochapowace 71-112, Ochapowace 71-115, Ochapowace 71-116, Ochapowace 71-117, Ochapowace 71-118, Ochapowace 71-119, Ochapowace 71-12, Ochapowace 71-120, Ochapowace 71-121, Ochapowace 71-122, Ochapowace 71-123, Ochapowace 71-124, Ochapowace 71-125, Ochapowace 71-126, Ochapowace 71-127, Ochapowace 71-129, Ochapowace 71-13, Ochapowace 71-130, Ochapowace 71-131, Ochapowace 71-132, Ochapowace 71-14, Ochapowace 71-15, Ochapowace 71-16, Ochapowace 71-17, Ochapowace 71-18, Ochapowace 71-19, Ochapowace 71-2, Ochapowace 71-20, Ochapowace 71-21, Ochapowace 71-22, Ochapowace 71-23, Ochapowace 71-24, Ochapowace 71-25, Ochapowace 71-26, Ochapowace 71-27, Ochapowace 71-28, Ochapowace 71-29, Ochapowace 71-3, Ochapowace 71-30, Ochapowace 71-31, Ochapowace 71-32, Ochapowace 71-33, Ochapowace 71-34, Ochapowace 71-35, Ochapowace 71-36, Ochapowace 71-37, Ochapowace 71-38, Ochapowace 71-39, Ochapowace 71-4, Ochapowace 71-40, Ochapowace 71-41, Ochapowace 71-42, Ochapowace 71-43, Ochapowace 71-44, Ochapowace 71-45, Ochapowace 71-46, Ochapowace 71-47, Ochapowace 71-48, Ochapowace 71-49, Ochapowace 71-5, Ochapowace 71-50, Ochapowace 71-51, Ochapowace 71-53, Ochapowace 71-54, Ochapowace 71-55, Ochapowace 71-56, Ochapowace 71-57, Ochapowace 71-59, Ochapowace 71-6, Ochapowace 71-60, Ochapowace 71-61, Ochapowace 71-62, Ochapowace 71-63, Ochapowace 71-64, Ochapowace 71-65, Ochapowace 71-66, Ochapowace 71-67, Ochapowace 71-68, Ochapowace 71-69, Ochapowace 71-7, Ochapowace 71-70, Ochapowace 71-71, Ochapowace 71-72, Ochapowace 71-73, Ochapowace 71-74, Ochapowace 71-75, Ochapowace 71-76, Ochapowace 71-77, Ochapowace 71-78, Ochapowace 71-79, Ochapowace 71-8, Ochapowace 71-80, Ochapowace 71-82, Ochapowace 71-83, Ochapowace 71-86, Ochapowace 71-87, Ochapowace 71-88, Ochapowace 71-89, Ochapowace 71-9, Ochapowace 71-91, Ochapowace 71-92, Ochapowace 71-93, Ochapowace 71-94, Ochapowace 71-95, Ochapowace 71-96, Ochapowace 71-97, Ochapowace 71-98, Ochapowace 71-99, Ochapowace 71-52, Ochapowace 71-128, Treaty Four Reserve Grounds 77 (partagée) |
| Première Nation Okanese (en)                                     | Okanese                                               | Cris, Saulteaux                               | Okanese 82, Okanese 82A, Okanese 82AA, Okanese 82B, Okanese 82GG, Okanese 82HH, Okanese 82BB, Okanese 82C, Okanese 82CC, Okanese 82D, Okanese 82DD, Okanese 82E, Okanese 82EE, Okanese 82F, Okanese 82FF, Okanese 82H, Okanese 82I, Okanese 82J, Okanese 82K, Okanese 82L, Okanese 82M, Okanese 82N, Okanese 82O, Okanese 82P, Okanese 82Q, Okanese 82R, Okanese 82S, Okanese 82T, Okanese 82U, Okanese 82V, Okanese 82W, Okanese 82X, Okanese 82Y, Okanese 82Z, Okanese 85G, Treaty Four Reserve Grounds 77 (partagée) |
| Première Nation One Arrow (en)                                   | One Arrow First Nation                                | Cris des plaines                              | One Arrow 95, One Arrow 95-1A, One Arrow 95-1B, One Arrow 95-1C, One Arrow 95-1D, One Arrow 95-1E, One Arrow 95-1F, One Arrow 95-1G, One Arrow 95-1H, One Arrow 95-1I, One Arrow 95-1J, Sounding Sky, Tipamahto Aski 95A, Willow Cree |
| Nation crie d'Onion Lake (en)                                    | Onion Lake Cree Nation                                | Cris des plaines                              | Makaoo 120, Onion Lake 119-1, Onion Lake 119-2, Seekaskootch 119 |
| Première Nation de Pasqua (en)                                   | Pasqua First Nation #79                               | Saulteaux, Cris                               | Last Mountain Lake 80A (partagée), Pasqua 79, Treaty Four Reserve Grounds 77 (partagée) |
| Nation crie de Peepeekisis (en)                                  | Peepeekisis Cree Nation No.81                         | Nakodas                                       | Peepeekisis 81, Treaty Four Reserve Grounds 77 (partagée) |
| Première Nation de Pelican Lake (en)                             | Pelican Lake                                          | Cris des plaines                              | Chitek Lake 191, Pelican Lake 191A, Pelican Lake 191B, Pelican Lake 191C, Pelican Lake 191D |
| Nation crie Peter Ballantyne (en)                                | Peter Ballantyne Cree Nation                          | Cris                                          | Amisk Lake 184, Amiskosakahikan 210, Birch Portage 184A, Chief Joseph Custer Reserve, Chief Philip Morin 232, Denare Beach Indian Settlement, Deschambault Lake Indian Settlement, Kimosom Pwatinahk 203, Kinoosao-Thomas Clarke 204, Kipahigan Sakihikan 222, Kiskaciwan 208, Kistapinan 211, Kistapinânihk 231, Manawanstawayak 230, Maskikopawiscikosik 229, McKay 209, Mirond Lake 184E, Mistahi Wasahk 209, Mistik, Muskwaminiwatim 225, Nakiskatowaneek 227, Nemekus Sakahikan 221, Northern Lights 220, Pelican Narrows 184B, Pelican Narrows 206, Pisiwiminiwatim 207, Sandy Bay Indian Settlement, Sandy Narrows 184C, Sokatisewin Sakahikan 224, Southend 200, Southend 200A, Sturgeon Weir 184F, Sturgeon Weir 205, Thomas Morin Reserve, Wapaskokimaw 202,Waskwaynikapik 228, Waskwiatik Sakihikan 223, Woody Lake 184D |
| Première Nation nakota Pheasant Rump (en)                        | Pheasant Rump Nakota                                  | Nakodas                                       | Pheasant Rump Nakota 68A, Pheasant Rump Nakota 68B, Pheasant Rump Nakota 68C, Pheasant Rump Nakota 68D, Pheasant Rump Nakota 68E, Pheasant Rump Nakota 68F, Pheasant Rump Nakota 68G, Pheasant Rump Nakota 68H, Pheasant Rump Nakota 68, Treaty Four Reserve Grounds 77 (partagée) |
| Première Nation Piapot (en)                                      | Piapot                                                | Cris des plaines                              | Haylands 75A, Last Mountain Lake 80A (partagée), Piapot 75E, Piapot 75F, Piapot 75H, Piapot 75G, Piapot 75I, Piapot 75J, Piapot 75K, Piapot 75T, Piapot 75, Piapot Urban Reserve, Treaty Four Reserve Grounds 77 (partagée) |
| Nation crie de Poundmaker (en)                                   | Poundmaker                                            | Cris des plaines                              | Poundmaker 114, Poundmaker 114-10A, Poundmaker 114-11A, Poundmaker 114-12, Poundmaker 114-13, Poundmaker 114-15, Poundmaker 114-15C, Poundmaker 114-16, Poundmaker 114-17, Poundmaker 114-17A, Poundmaker 114-18A, Poundmaker 114-18B, Poundmaker 114-19, Poundmaker 114-1A, Poundmaker 114-21, Poundmaker 114-22, Poundmaker 114-28, Poundmaker 114-29, Poundmaker 114-2A, Poundmaker 114-2B, Poundmaker 114-2C, Poundmaker 114-3A, Poundmaker 114-3B, Poundmaker 114-4A, Poundmaker 114-5A, Poundmaker 114-5B, Poundmaker 114-6A2, Poundmaker 114-6B2, Poundmaker 114-6C2, Poundmaker 114-7A, Poundmaker 114-8A, Poundmaker 114-9, Poundmaker 114-9A, Poundmaker 114-6A3 |
| Première Nation de Red Earth                                     | Red Earth                                             | Cris des plaines                              | Carrot River 29A, Red Earth 29 |
| Nation crie de Red Pheasant (en)                                 | Red Pheasant                                          | Cris des plaines                              | Red Pheasant 108 |
| Première Nation Saulteaux (en)                                   | Saulteaux                                             | Saulteaux                                     | Saulteaux 159A, Saulteaux 159D, Saulteaux 159E, Saulteaux 159AA, Saulteaux 159BB, Saulteaux 159CC, Saulteaux 159DD, Saulteaux 159FF, Saulteaux 159GG, Saulteaux 159HH, Saulteaux 159II, Saulteaux 159JJ, Saulteaux 159KK, Saulteaux 159LL, Saulteaux 159MM, Saulteaux 159W, Saulteaux 159X, Saulteaux 159Y, Saulteaux 159Z, Saulteaux 159NN, Saulteaux 159G, Saulteaux 159J, Saulteaux 159K, Saulteaux 159L, Saulteaux 159M, Saulteaux 159N, Saulteaux 159O, Saulteaux 159T, Saulteaux 159B, Saulteaux 159C, Saulteaux 159EE, Saulteaux 159F, Saulteaux 159H, Saulteaux 159P, Saulteaux 159Q, Saulteaux 159R, Saulteaux 159S, Saulteaux 159U, Saulteaux 159V, Saulteaux 159, Saulteaux 159I |
| Nation crie de Shoal Lake                                        | Shoal Lake Cree Nation                                | Cris                                          | Shoal Lake 28A |
| Nation dakota de Standing Buffalo (en)                           | Standing Buffalo                                      | Nakodas                                       | Standing Buffalo 78 |
| Nation crie de Star Blanket (en)                                 | Star Blanket Cree Nation                              | Cris des plaines                              | Atim Ka-Mihkosit, Star Blanket 83, Star Blanket 83D, Star Blanket 83B, Star Blanket 83C, Star Blanket 83E, Star Blanket 83F, Star Blanket 83G, Star Blanket 83H, Star Blanket 83I, Star Blanket 83J, Star Blanket 83K, Star Blanket 83L, Star Blanket 83, Treaty Four Reserve Grounds 77 (partagée), Wa-Pii-Moos-Toosis 83A |
| Première Nation de Sturgeon Lake (en)                            | Sturgeon Lake First Nation                            | Cris                                          | Sturgeon Lake 101A, Sturgeon Lake 101, Sturgeon Lake 101B, Sturgeon Lake 101C, Sturgeon Lake 101D, Sturgeon Lake 101E, Sturgeon Lake 101J |
| Première Nation de Sweetgrass (en)                               | Sweetgrass                                            | Cris des plaines                              | Sweetgrass 113, Sweetgrass 113-D12, Sweetgrass 113-F16, Sweetgrass 113-G7, Sweetgrass 113-I4, Sweetgrass 113-K32, Sweetgrass 113-L6, Sweetgrass 113-M16, Sweetgrass 113-N27, Sweetgrass 113-O28, Sweetgrass 113A, Sweetgrass 113B, Sweetgrass 113-I9, Sweetgrass 113-C19, Sweetgrass 113-C7, Sweetgrass 113-E22, Sweetgrass 113-H1, Sweetgrass 113-J3, Sweetgrass 113-P2, Sweetgrass 113-S6 |
| Première Nation The Key (en)                                     | The Key First Nation                                  | Ojibwés                                       | The Key 65, Treaty Four Reserve Grounds 77 (partagée) |
| Première Nation Thunderchild (en)                                | Thunderchild First Nation                             | Cris des plaines                              | Thunderchild 115B, Thunderchild 115C, Thunderchild 115D, Thunderchild 115E, Thunderchild 115F, Thunderchild 115G, Thunderchild 115H, Thunderchild 115I, Thunderchild 115J, Thunderchild 115K, Thunderchild 115L, Thunderchild 115M, Thunderchild 115N, Thunderchild 115O, Thunderchild 115R, Thunderchild 115S, Thunderchild 115T, Thunderchild 115U, Thunderchild 115V, Thunderchild 115W, Thunderchild 115X, Thunderchild 115Z |
| Nation dakota de Wahpeton (en)                                   | Wahpeton Dakota Nation                                | Dakotas                                       | Wahpaton 94B, Wahpaton 94A |
| Première Nation de Waterhen Lake (en)                            | Waterhen Lake                                         | Cris                                          | Waterhen 130 |
| Premières Nations de White Bear (en)                             | White Bear                                            | Cris des plaines, Saulteaux, Nakodas, Dakotas | Treaty Four Reserve Grounds 77 (partagée), White Bear 70 |
| Première Nation dakota de Whitecap (en)                          | Whitecap Dakota First Nation                          | Dakotas                                       | Whitecap 94 |
| Première Nation de Witchekan Lake (en)                           | Witchekan Lake                                        | Cris des plaines                              | Witchekan Lake 117, Witchekan Lake 117D |
| Première Nation lakota de Wood Mountain (en)                     | Wood Mountain                                         | Lakotas                                       | Wood Mountain 160 |
| Première Nation Yellow Quill (en)                                | Yellow Quill                                          | Saulteaux                                     | Nakaway Ahkeeng, Treaty Four Reserve Grounds 77 (partagée), Yellow Quill 90-10, Yellow Quill 90-18, Yellow Quill 90-8, Yellow Quill 90-11, Yellow Quill 90-9, Yellow Quill 90 |
| Zagime Anishinabek (en)                                          | Zagime Anishinabek                                    | Saulteaux                                     | Little Bone 74B, Minoahchak 74C, Sakimay 74, Sakimay 74-1, Sakimay 74-11, Sakimay 74-12, Sakimay 74-14, Sakimay 74-17, Sakimay 74-2, Sakimay 74-3, Sakimay 74-4, Sakimay 74-6, Sakimay 74-7, Sakimay 74-9, Shesheep 74A, Treaty Four Reserve Grounds 77 (partagée), Zagime Anishinabek 74-10, Zagime Anishinabek 74-16, Zagime Anishinabek 74-5 |

## Alberta
La province de l'Alberta compte au total 48 Premières Nations, dont les membres sont de plusieurs ethnies différentes, principalement crie des plaines et crie.
| Première Nation                         | Nom officiel                     | Ethnie            | Réserve(s) |
| --------------------------------------- | -------------------------------- | ----------------- | --- |
| Première Nation d'Alexander             | Alexander                        | Cris              | Alexander 134, Alexander 134A, Alexander 134B |
| Nation sioux nakota d'Alexis            | Alexis Nakota Sioux Nation       | Nakodas           | Alexis 133, Alexis Cardinal River 234, Alexis Elk River 233, Alexis Whitecourt 232 |
| Première Nation chipewyanne d'Athabasca | Athabasca Chipewyan First Nation | Tchipewyans       | Chipewyan 201, Chipewyan 201A, Chipewyan 201B, Chipewyan 201C, Chipewyan 201D, Chipewyan 201E, Chipewyan 201F, Chipewyan 201G |
| Bearspaw                                | Bearspaw                         | Nakodas           | Big Horn 144A, Eden Valley 216, Stoney 142-143-144, Stoney 142B |
| Première Nation de Beaver               | Beaver First Nation              | Danezaas          | Boyer 164, Child Lake 164A |
| Nation crie de Beaver Lake              | Beaver Lake Cree Nation          | Cris              | Beaver Lake 131, Blue Quills First Nation Indian Reserve |
| Nation crie de Bigstone                 | Bigstone Cree Nation             | Cris des plaines  | Desmarais Settlement, Jean Baptiste Gambler 183, Wabasca 166, Wabasca 166A, Wabasca 166B, Wabasca 166C, Wabasca 166D |
| Gens-du-Sang                            | Blood                            | Pieds-Noirs       | Blood 148, Blood 148A |
| Chiniki                                 | Chiniki                          | Nakodas           | Big Horn 144A, Eden Valley 216, Stoney 142-143-144, Stoney 142B |
| Première Nation de Chipewyan Prairie    | Chipewyan Prairie First Nation   | Tchipewyans       | Cowper Lake 194A, Janvier 194, Winefred Lake 194B |
| Premières Nations de Cold Lake          | Cold Lake First Nations          | Tchipewyans       | Blue Quills First Nation Indian Reserve, Cold Lake 149, Cold Lake 149A, Cold Lake 149B, Cold Lake 149C |
| Dene Tha'                               | Dene Tha'                        | Slaveys du Sud    | Amber River 211, Bistcho Lake 213, Bushe River 207, Hay Lake 209, Jackfish Point 214, Upper Hay River 212, Zama Lake 210 |
| Première Nation de Driftpile            | Driftpile Cree Nation            | Cris des plaines  | Drift Pile River 150 |
| Première Nation de Duncan's             | Duncan's First Nation            | Cris des plaines  | Duncans 151A, William McKenzie 151K |
| Nation crie d'Enoch                     | Enoch Cree Nation #440           | Cris des plaines  | Enoch Cree Nation 135, Enoch Cree Nation 135A |
| Tribu d'Ermineskin                      | Ermineskin Tribe                 | Cris des plaines  | Ermineskin 138, Pigeon Lake 138A |
| Première Nation de Fort McKay           | Fort McKay First Nation          | Cris, Dénés       | Fort McKay 174, Fort McKay 174C, Fort McKay 174D, Namur Lake 174B, Namur River 174A |
| Première Nation de Fort McMurray        | Fort McMurray #468 First Nation  | Cris, Tchipewyans | Clearwater 175, Gregoire Lake 176, Gregoire Lake 176A, Gregoire Lake 176B |
| Frog Lake                               | Frog Lake                        | Cris des plaines  | Blue Quills First Nation Indian Reserve, Puskiakiwenin 122, Unipouheos 121 |
| Wesley                                  | Goodstoney                       | Nakodas           | Big Horn 144A, Eden Valley 216, Stoney 142-143-144, Stoney 142B |
| Heart Lake                              | Heart Lake                       | Cris des plaines  | Blue Quills First Nation Indian Reserve, Heart Lake 167, Heart Lake 167A |
| Première Nation de Horse Lake           | Horse Lake First Nation          | Cris des plaines  | Clear Hills 152C, Horse Lakes 152B |
| Première Nation de Kapawe'no            | Kapawe'no First Nation           | Cris des plaines  | Kawape'no 150B, Kawape'no 150C, Kawape'no 150D, Kawape'no 229, Kawape'no 230, Kawape'no 231 |
| Nation crie de Kehewin                  | Kehewin Cree Nation              | Cris des plaines  | Blue Quills First Nation Indian Reserve, Kehewin 123 |
| Nation crie de Little Red River         | Little Red River Cree Nation     | Cris des plaines  | Fox Lake 162, Garden Creek Indian Settlement, John d'Or Prairie 215 |
| Première Nation de Loon River           | Loon River Cree                  | Cris des plaines  | Loon Lake 235, Loon Prairie 237, Swampy Lake 236 |
| Louis Bull                              | Louis Bull                       | Cris des plaines  | Louis Bull 138B, Pigeon Lake 138A |
| Bande de Lubicon Lake                   | Lubicon Lake                     | Cris des plaines  | Little Buffalo |
| Première Nation crie de Mikisew         | Mikisew Cree First Nation        | Cris des plaines  | Allison Bay 219, Charles Lake 225, Collin Lake 223, Cornwall 224, Devil's Gate 220, Dog Head 218, Old Fort 217, Peace Point 222, Sandy Point 221 |
| Première Nation de Montana              | Montana                          | Cris des plaines  | Montana 139, Pigeon Lake 138A |
| Première Nation O'Chiese                | O'Chiese                         | Cris des plaines  | O'Chiese 203, O'Chiese Cemetery 203A |
| Paul                                    | Paul                             | Cris, Nakodas     | Buck Lake 133C, Wabamun 133A, Wabamun 133B |
| Première Nation de Peerless Trout       | Peerless Trout First Nation      | Cris              | Peerless Trout 238 |
| Pikunis                                 | Piikani Nation                   | Pieds-Noirs       | Peigan Timber Limit B, Piikani |
| Nation crie de Saddle Lake              | Saddle Lake Cree Nation          | Cris des plaines  | Blue Quills First Nation Indian Reserve, Saddle Lake 125, White Fish Lake 128 |
| Nation crie de Samson                   | Samson                           | Cris des plaines  | Pigeon Lake 138A, Samson 137, Samson 137A |
| Première Nation Sawridge                | Sawridge First Nation            | Cris des plaines  | Sawridge 150G, Sawridge 150H |
| Siksikas                                | Siksika Nation                   | Pieds-Noirs       | Siksika 146 |
| Première Nation de Smith's Landing      | Smith's Landing First Nation     | Tchipewyans       | ?Ejere K'elni Kue 196I, Hokedhe Túe 196E, K'i Túe 196D, Li Dezé 196C,Thabacha Náre 196A, Thebathi 196, Tsu K'adhe Túe 196F, Tsu Nedehe Tue 196H, Tsu Túe 196G, Tthe Jere Ghaili 196B (aucun de ces territoires n'est une réserve au sens de la loi) |
| Première Nation des Stoney              | Stoney                           | Nakodas           | Big Horn 144A, Eden Valley 216, Stoney 142-143-144, Stoney 142B |
| Nation crie de Sturgeon Lake            | Sturgeon Lake Cree Nation        | Cris des plaines  | Sturgeon Lake 154, Sturgeon Lake 154A, Sturgeon Lake 154B |
| Première Nation de Sucker Creek         | Sucker Creek                     | Cris des plaines  | Sucker Creek 150A |
| Première Nation Sunchild                | Sunchild First Nation            | Cris              | Sunchild 202 |
| Première Nation de Swan River           | Swan River First Nation          | Cris des plaines  | Assineau River 150F, Swan River 150E |
| Gouvernement tribal de Tallcree         | Tallcree Tribal Government       | Anichinabés       | Beaver Ranch 163, Beaver Ranch 163A, Beaver Ranch 163B, Fort Vermilion 173B, Tall Cree 173, Tall Cree 173A, Wadlin Lake 173C |
| Tsuu T'ina                              | Tsuut'ina Nation                 | Pieds-Noirs       | Tsuu T'ina 145 |
| Première Nation de Whitefish Lake       | Whitefish Lake                   | Cris              | Utikoomak Lake 155, Utikoomak Lake 155A, Utikoomak Lake 155B |
| Première Nation crie de Woodland        | Woodland Cree First Nation       | Cris              | Cadotte Lake, Woodland Cree 226, Woodland Cree 227, Woodland Cree 228 |

## Colombie-Britannique
La province de la Colombie-Britannique compte au total 199 Premières Nations, dont les membres sont d'une multitude d'ethnies différentes, notamment dakelh, stó:lō, kwakwaka'wakw, nootka et secwepemc.
| Première Nation                                 | Nom officiel                                  | Ethnie                             | Réserve(s) |
| ----------------------------------------------- | --------------------------------------------- | ---------------------------------- | --- |
| Première Nation ʔakisq̓nuk                       | ?Akisq'nuk First Nation                       | Kootenays                          | Columbia Lake 3, St. Mary's 1A |
| Première Nation Alexandria (en)                 | ?Esdilagh First Nation                        | Chilcotins                         | Alexandria 1, Alexandria 10, Alexandria 11, Alexandria 12, Alexandria 1A, Alexandria 3, Alexandria 3A, Big Joe's Meadow 7, Freddie's Meadow 8, Hay Ranch 2, Lorin Meadow 9, McKay Meadow 4, Necausley Creek 6, Webster Creek 5 |
| ʔaq̓am                                           | ?aqam                                         | Kootenays                          | Bummers Flat 6, Cassimayooks (Mayook) 5, Isidore's Ranch 4, Kootenay 1, St. Mary's 1A, St. Mary's 1 |
| Bande d'Adams Lake (en)                         | Adams Lake                                    | Secwepemc                          | Hustalen 1, Sahhaltkum 4, Squaam 2, Stequmwhulpa 5, Switsemalph 6, Switsemalph 7, Toops 3 |
| Première Nation Ahousaht                        | Ahousaht                                      | Nootkas                            | Ahous 16, Bartlett Island 32, Chetarpe 17, Cloolthpich 12, Hisnit Fishery 34, Kishnacous 29, Kutcous Point 33, Marktosis 15, Moyehai 23, Oinimitis 14, Openit 27, Peneetle 22, Quortsowe 13, Seektukis 24, Sutaquis 18, Swan 35, Tequa 21, Tootoowiltena 28, Vargas Island 31, Wahous 19, Wahous 20, Wappook 26, Watta 25, Yarksis 11 |
| Première Nation Aitchelitz (en)                 | Aitchelitz                                    | Stó:lō                             | Aitchelitch 9, Grass 15, Pekw'xe:yles (Peckquaylis), Skumalasph 16 |
| Première Nation Ashcroft (en)                   | Ashcroft                                      | Nlaka'pamux                        | 105 Mile Post 2, Ashcroft 4, Cheetsum's Farm 1, McLean's Lake 3 |
| Première Nation Beecher Bay (en)                | Beecher Bay                                   | Klallams                           | Becher Bay 1, Becher Bay 2, Fraser Island 6, Lamb Island 5, Long Neck Island 9, Twin Island 10, Village Island 7, Whale Island 8 |
| Première Nation Binche Whut'en                  | Binche Whut'en                                | Dakelhs                            | Bihl'k'a 18, Binche 10, Binche 12, Binche 2, Binche Bun 7, Chundoo Lh'tan La 45, Chuz Ghun 8, Lhoh Cho 29, O K'ay Wha Cho 26, Tes Gha La 7A |
| Premières Nations de Blueberry River (en)       | Blueberry River First Nations                 | Cris                               | Beaton River 204 (moitié sud), Blueberry River 205 |
| Première Nation Bonaparte (en)                  | Bonaparte First Nation                        | Secwepemc                          | Bonaparte 3, Grasslands 7, Hihium Lake 6, Hihium Lake 6A, Hihium Lake 6B, Loon Lake 4, Lower Hat Creek 2, Mauvais Rocher 5, Upper Hat Creek 1 |
| Première Nation Boothroyd (en)                  | Boothroyd                                     | Nlaka'pamux                        | Boothroyd 13, Boothroyd 13, Boothroyd 13, Boothroyd 13, Boothroyd 13, Boothroyd 13, Boothroyd 13, Chaumox 11, Chukcheetso 7, Dufferin 10, Inkahtsaph 6, Kahmoose 4, Sam Adams 12, Sho-Ook 5, Speyum 3, Staiyahanny 8, Stlakament 9, Tsawawmuck 1, Tsintahktl 2 |
| Première Nation de Boston Bar (en)              | Boston Bar First Nation                       | Nlaka'pamux                        | Austin's Flat 3, Boston Bar 10, Boston Bar 11, Boston Bar 1A, Boston Bar 8, Boston Bar 9, Bucktum 4, Kopchitchin 2, Paul's 6, Scaucy 5, Shrypttahooks 7, Tuckkwiowhum 1 |
| Première Nation de Bridge River (en)            | Bridge River                                  | Lillooet                           | Bridge River 1, Bridge River 2, Lillooet 1A |
| Première Nation Tsʼil Kaz Koh (en)              | Burns Lake                                    | Wetʼsuwetʼen (Sekanis)             | Burns Lake 18, Poison Creek 17, Poison Creek 17A, Sheraton Creek 19 |
| Lekwiltoq                                       | Campbell River                                | Kwakwaka'wakw                      | Campbell River 11, Campbell River 13, Homayno 2, Loughborough 3, Matlaten 4 |
| Bande de Canim Lake (en)                        | Canim Lake                                    | Secwepemc                          | Canim Lake 1, Canim Lake 2, Canim Lake 3, Canim Lake 4, Canim Lake 5, Canim Lake 6 |
| Nation We Wai Kai (en)                          | Cape Mudge                                    | Kwakwaka'wakw                      | Cape Mudge 10, Drew Harbour 9, Open Bay 8, Quinsam 12, Village Bay 7 |
| Première Nation de Cayoose Creek (en)           | Cayoose Creek                                 | Lillooet                           | Cayoosh Creek 1, Pashilqua 2, Pashilqua 2A |
| Première Nation de Chawathil (en)               | Chawathil                                     | Stó:lō                             | Chawathil 4, Greenwood Island 3, Hope 1, Pekw'xe:yles (Peckquaylis), Schkam 2, Tunnel 6 |
| Première Nation de Cheam (en)                   | Cheam                                         | Stó:lō                             | Cheam 1, Pekw'xe:yles (Peckquaylis), Tseatah 2 |
| Nation de Cheslatta Carrier (en)                | Cheslatta Carrier Nation                      | Dakelhs                            | Alexis Thomas 1A, Baptiste Louis 8, Cheslatta 1, Holy Cross Lake 3, Knapp Lake 6, Leon 14, Murray Lake 4, Targe Creek 15 |
| Bande indienne de Coldwater (en)                | Coldwater                                     | Nlaka'pamux                        | Coldwater 1, Gwen Lake 3, Paul's Basin 2 |
| Bande indienne de Cook's Ferry (en)             | Cook's Ferry                                  | Nlaka'pamux                        | Antko 21, Basque 18, Chuchhriaschin 5, Chuchhriaschin 5A, Entlqwekkinh 19, Kloklowuck 7, Kumcheen 1, Lish-Leesh-Tum 17, Lower Shawniken 4A, Nicoelton 6, Pemynoos 9, Peq-Paq 22, Pokheitsk 10, Schikaelton 16, Shawniken 3, Shawniken 4B, Shpapzchinh 20, Skoonkoon 2, Spatsum 11, Spatsum 11A, Spences Bridge 4, Spences Bridge 4C, Tsinkahtl 8, Twoyqhalsht 16, Upper Tsinkahtl 8A |
| Tribus de Cowichan (en)                         | Cowichan                                      | Hulquminums (Quamichans)           | Cowichan 1, Cowichan 9, Est-Patrolas 4, Kakalatza 6, Kil-Pah-Las 3, Skutz 7, Skutz 8, Theik 2, Tzart-Lam 5 |
| Nation Daʼnaxdaʼxw/Awaetlatla                   | Da'naxda'xw First Nation                      | Kwakwaka'wakw                      | Ahnuhati 6, Dead Point 5, Freda Point 4, Keogh 2, Kwatse 3, Sim Creek 5, Tsawwati 1 |
| Première Nation Ditidaht (en)                   | Ditidaht                                      | Nootkas                            | Ahuk 1, Carmanah 6, Cheewat 4A, Chuchummisapo 15, Claoose 4, Doobah 10, Hobitan 8, Iktuksasuk 7, Ilclo 12, Malachan 11, Opatseeah 13, Oyees 9, Saouk 16, Sarque 5, Tsuquanah 2, Wokitsas 14, Wyah 3 |
| Première Nation de Doig River                   | Doig River First Nation                       | Danezaas                           | Beaton River 204 (moitié nord), Doig River 206, Gat Tah Kwa |
| Première Nation Douglas (en)                    | Douglas                                       | Lillooet                           | Douglas 8, Lelachen 6, Tipella 7 |
| Première Nation Dzawada'enuxw (en)              | Dzawada'enuxw First Nation                    | Kwakwaka'wakw                      | Bat-L-Ki 3, Charles Creek 2, Kawages 4, Kukwapa 5, Quaee 7 |
| Première Nation Ehattesaht                      | Ehattesaht                                    | Nootkas                            | Chenahkint 12, Ehatis 11, Grassy Island 17, Hecate 17, Hesquis 10A, Hoke Point 10B, Klitsis 16, Oke 10, Tatchu 13, Tatchu 13A |
| Première Nation Esk'etemc (en)                  | Esk’etemc                                     | Secwepemc                          | Alixton 5, Alkali Lake 1, Alkali Lake 4A, Cludolicum 9, Cludolicum 9A, Isadore Harry 12, Johny Sticks 2, Little Springs 18, Little Springs 8, Loon Lake 10, Old Clemens 16, Pete Suckers 13, Roper's Meadow 14, Sampson's Meadow 11, Sampson's Meadow 11A, Sandy Harry 4, Swan Lake 3, Windy Mouth 7, Wycott's Flat 6 |
| Première Nation Esquimalt (en)                  | Esquimalt                                     | Esquimalts                         | Esquimalt |
| Première Nation de Fort Nelson                  | Fort Nelson First Nation                      | Slaveys, Cris                      | Fontas 1, Fort Nelson 2, Kahntah 3, Snake 5 |
| Bande de Gitanmaax (en)                         | Gitanmaax                                     | Gitksans                           | Anlaw 4, Gitanmaax 1, Kisgegas, Ksoo-Gun-Ya 2A, Tsitsk 3 |
| Première Nation Gitanyow (en)                   | Gitanyow                                      | Gitksans                           | Gitanyow 1, Gitanyow 2, Gitanyow 3A |
| Première Nation Gitga'at (en)                   | Gitga'at First Nation                         | Tsimshians                         | Gander Island 14, Gill Island 2, Gribble Island 10, Kahas 7, Kayel 8, Kitkahta 1, Kulkayu (Hartley Bay) 4, Kulkayu (Hartley Bay) 4A, Kunhunoan 13, Lachkul-Jeets 6, Lackzuswadda 9, Maple Point 11, Quaal 3, Quaal 3A, Turtle Point 12 |
| Gouvernement du village de Gitlaxt'aamiks       | Gitlaxt'aamiks Village Government             | Nisga'a                            | Gitlaxt'aamiks (terre désignée) |
| Bande indienne de Gitsegukla (en)               | Gitsegukla                                    | Gitksans                           | Andimaul 1, Gitsegukla 1, Gitsegukla Logging 3, New Gitsegukla 2 |
| Bande indienne de Gitwangak (en)                | Gitwangak                                     | Gitksans                           | Chig-In-Kaht 8, Gitwangak 1, Gitwangak 2, Kits-Ka-Haws 6, Koonwats 7, Kwa-Tsa-Lix 4, Squin-Lix-Stat 3, Tum-Bah 5 |
| Première Nation Gitxaala (en)                   | Gitxaala Nation                               | Tsimshians                         | Citeyats 9, Clowel 13, Dolphin Island 1, Grassy Islet 2, Keecha 11, Keswar 16, Keyarka 17, Kitlawaoo 10, Kitsemenlagan 19, Kitsemenlagan 19A, Klapthlon 5, Klapthlon 5A, Kooryet 12, Kul 18, Kumowdah 3, Pa-Aat 6, Sand Island 4, Sheganny 14, Toowartz 8, Tsimlairen 15, Tsimtack 7 |
| Bande indienne de Glen Vowell                   | Glen Vowell                                   | Gitksans                           | Sik-e-Dakh 2 |
| Nations Gwaʼsala-ʼNakwaxdaʼxw (en)              | Gwa’Sala-Nakwaxda'xw                          | Kwakwaka'wakw                      | Ann Island 7, Dedagaus 8, Halowis 5, Kai-too-kwis 15, Kequesta 1, Khazisela 7, Ko-kwi-iss 14, Kuthlo 18, Kwetahkis 9, Mahpahkum 4, Na-kwockto 2, Nathlegalis 3, Nekite 2, Owh-wis-too-a-wan 10, Pahas 3, Pel-looth'l Kai 17, Peneece 11, Saagoombahlah 6, Ta-a-ack 5, Toksee 4, Tsai-kwi-ee 13, Tseetsum-Sawlasilah 6, Tsulquate 4, Waump 16, Wawwat'l 12, Wyclese 1 |
| Tribu Gwawaenuk (en)                            | Gwawaenuk Tribe                               | Kwakwaka'wakw                      | Dove Island 12, Gleyka 6, Hopetown 10A, Kadis 11, Keogh 6, Kunstamis 2, Kunstamis 2A, Lawanth 5, Magwekstala 10, Quay 4 |
| Première Nation de Hagwilget Village (en)       | Hagwilget Village Council                     | Wet'suwet'en (ou Gitksans)         | Bulkley 1, Hagwilget 1 |
| Nation Haisla (en)                              | Haisla Nation                                 | Haislas                            | Bees 6, Crab River (Crab Harbour) 18, Gander Island 14, Giltoyees 13, Henderson's Ranch 11, Ja We Yah's 99, Jugwees (Minette Bay) 5, Kemano 17, Kildala River (Thala) 10, Kitamaat 1, Kitamaat 2, Kitasa 7, Kitlope 16, Kuaste (Mud Bay) (Kildala Arm) 8, Misgatlee 14, Tahla (Kildala) 4, Tosehka (Eagle Bay) 12, Walth 3, Wekellals 15 |
| Première Nation Halalt (en)                     | Halalt                                        | Stó:lō                             | Halalt 2, Halalt Island 1 |
| Première Nation de Halfway River (en)           | Halfway River First Nation                    | Danezaas                           | Halfway River 168 |
| Nation Heiltsuk (en)                            | Heiltsuk                                      | Heiltsuks                          | Bella Bella 1, Clatse 5, Elcho 6, Grief Island 2, Hoonees 2, Howeet 8, Island 14A, Kajustus 10, Kisameet 7, Kluemt 15, Kokyet 1, Koqui 6, Kunsoot 9, Kyarti 3, Neekas 4, Noota 4, Pole Island 14, Quartcha 3, Tankeah 5, Tcimotf 1A, Werkinellek 11, Yellertlee 12, Yeo Island 13 |
| Première Nation Hesquiaht (en)                  | Hesquiaht                                     | Nootkas                            | Hesquiat 1, Homais 2, Maahpe 4, Refuge Cove 6, Teahmit 3 |
| Première Nation High Bar (en)                   | High Bar                                      | Secwepemc                          | High Bar 1, High Bar 1A, High Bar 2 |
| Première Nation Homalco                         | Homalco                                       | Sliammons (Kʼómoks)                | Aupe 6, Aupe 6A, Bartlett Island 7, Bear Bay 8, Homalco 1, Homalco 2, Homalco 2A, Homalco 9, Mushkin 5, Mushkin 5A, Orford Bay 4, Potato Point 3 |
| Première Nation Hupacasath (en)                 | Hupacasath First Nation                       | Nootkas                            | Ahahswinis 1, Chuchakacook 4, Cous 3, Klehkoot 2, Nettle Island 5 |
| Premières Nations Huu-ay-aht (en)               | Huu-ay-aht First Nations                      | Nootkas                            | aucune (sauf terres désignées) |
| Première Nation Iskut (en)                      | Iskut                                         | Tahltans                           | Iskut 6, Kluachon Lake 1, Stikine River 7 |
| Première Nation des Kʼómoks (en)                | K'ómoks First Nation                          | Sliammons (Kʼómoks)                | Comox 1, Goose Spit 3, Pentledge 2, Salmon River 1 (K'ómoks) |
| Premières Nations Kyuquot/Cheklesath            | Ka:'yu:'k't'h'/Che:k:tles7et'h' First Nations | Nootkas                            | aucune (sauf terres désignées) |
| Première Nation Kanaka Bar (en)                 | Kanaka Bar                                    | Nlaka'pamux                        | Kanaka Bar 1A, Kanaka Bar 2, Nekliptum 1, Pegleg 3, Pegleg 3A, Whyeek 4 |
| Première Nation Katzie (en)                     | Katzie                                        | Katzie (Stó:lō)                    | Barnston Island 3, Graveyard 5, Katzie 1, Katzie 2, Pitt Lake 4 |
| Conseil de bande de Kispiox (en)                | Kispiox                                       | Gitksans                           | Agwedin 3, Andak 9, Gul-Mak 8, Gun-a-Chal 5, Kis-an-Usko 7, Kispiox 1, Kuldoe 1, Quan-Skum-Ksin-Mich-Mich 4, Sidina 6, Waulp 10 |
| Nation Kitasoo Xai'xais (en)                    | Kitasoo Xai'xais Nation                       | Tsimshians, Heiltsuks (ou Nuxalks) | Canoona 2, Dil-Ma-Sow 5, Gander Island 14, Goo-Ewe 8, Kdad-Eesh 4, Kinmakanksk 6, Kitasoo 1, Lattkaloup 9, Mary Cove 12, Oatswish 13, Quckwa 7, Skilak 14, St. Joe 10, Ulthakoush 11, Weeteeam 3 |
| Kitselas (en)                                   | Kitselas                                      | Tsimshians (Nisga'as)              | Chimdimash 2, Chimdimash 2A, Ikshenigwolk 3, Ketonada 7, Kitselas 1, Kshish 4 (Includes Kshish 4A), Kshish 4B, Kulspai 6, Port Essington, Zaimoetz 5 |
| Première Nation Kitsumkalum (en)                | Kitsumkalum                                   | Tsimshians                         | Dalk-Ka-Gila-Quoeux 2, Kitsumkaylum 1, Port Essington, Zimagord 3 |
| Première Nation Klahoose (en)                   | Klahoose First Nation                         | Sliammons (Kʼómoks)                | Ahpokum 9, Deep Valley 5, Klahoose 1, Quaniwsom 2, Quequa 6, Salmon Bay 3, Siakin 4, Squirrel Cove 8, Tatpo-Oose 10, Tork 7 |
| Première Nation Kwadacha                        | Kwadacha                                      | Sekanis (ou Sahtus)                | Fort Ware 1, Sucker Lake 2, Weissener Lake 3 |
| Première Nation Kwakiutl (en)                   | Kwakiutl                                      | Kwakwaka'wakw                      | Fort Rupert 1, Keogh 6, Kippase 2, Klickseewy 7, Malcolm Island 8, Shell Island 3, Thomas Point 5, Thomas Point 5A, Walden 9, Wazulis 14 |
| Première Nation Kwantlen (en)                   | Kwantlen First Nation                         | Stó:lō                             | Langley 2, Langley 3, Langley 4, Langley 5, McMillan Island 6, Pekw'xe:yles (Peckquaylis), Whonnock 1 |
| Première Nation Kwaw-kwaw-Apilt (en)            | Kwaw-kwaw-Apilt                               | Stó:lō                             | Grass 15, Kwawkwawapilt 6, Pekw'xe:yles (Peckquaylis), Skumalasph 16 |
| Première Nation Kwiakah (en)                    | Kwiakah                                       | Kwakwaka'wakw                      | Matsayno 5, Saaiyouck 6 |
| Première Nation Kwikwasut'inuxw Haxwa'mis (en)  | Kwikwasut'inuxw Haxwa'mis                     | Kwakwaka'wakw                      | Ahta 3, Alalco 8, Dakiulis 7, Dug-Da-Myse 12, Gwayasdums 1, Kakweken 4, Kye-Yaa-La 1, Kyidagwis 2, Kyimla 11, Meetup 2 |
| Première Nation Kwikwetlem (en)                 | Kwikwetlem First Nation                       | Stó:lō                             | Coquitlam 1, Coquitlam 2 |
| Nation de Lake Babine (en)                      | Lake Babine Nation                            | Sekanis                            | Alphonse Tommy 7, Augier Lake 22, Babine 16, Babine 25, Babine 26, Babine 6, Babine Lake 20, Babine Lake 21B, Babine River 21, Babine River 21A, Casdeded 8, Chanoodandidalch 14, Chapel Park 28, Clotalairquot 4, Michell Pierre 12, Ne-Tsaw-Greece 10, Nedoats 11, Nedoats 13, No-Cut 5, Pinkut Lake 23, Tadinlay 15, Tahlo Lake 24, Tsak 9, Woyenne 27 |
| Première Nation de Lax-kw'alaams (en)           | Lax Kw’alaams                                 | Stó:lö                             | Alastair 80, Alastair 80, Alastair 82, Alder Creek 70, Bill Lake 37, Birnie Island 18, Burnt Cliff Islands 20, Carm Creek 38, Channel Islands 33, Dashken 22, Dundas Island 32B, Dzagayap 73, Dzagayap 74, Ensheshese 13, Ensheshese 53, Far West Point 34, Finlayson Island 19, Gitandoiks 75, Gitandoiks 76, Iakgwas 69, Iakvas 68, Iakwulgyiyaps 78, Imkusiyan 65, Kasika 36, Kasika 71, Kasika 72, Kasiks River 29, Kateen River 39, Ketai 28, Khtahda 10, Khutzemateen 49, Khyex 8, Klakelse 86, Knamadeek 52, Knames 45, Knames 46, Knokmolks 67, Ksabasn 50, Ksadagamks 43, Ksadsks 44, Ksagwisgwas 62, Ksagwisgwas 63, Ksames 85, Kshaoom 23, Kstus 83, Kstus 84, Ktamgaodzen 51, Kyex 64, Lachmach 16, Lakelse 25, Lakgeas 87, Lax Kw'alaams 1, Maganktoon 56, Maklaksadagmaks 41, Maklaksadagmaks 42, Me-Yan-Law 47, Meanlaw 24, Meyanlow 58, Ndakdolk 54, Nishanocknawnak 35, Pitt Island 27, Point Veitch 7, Prince Leboo Island 32, Psacelay 77, Red Bluff 88, Salvus 26, Scuttsap 11, Scuttsap 11A, Spakels 17, Spanaknok 57, Spayaks 60, Spokwan 48, Toon 15, Tsemknawalqan 79, Tsimpsean 2A, Tymgowzan 12, Union Bay 31, Willaclough 6, Wilskaskammel 14, Wudzimagon 61, Zayas Island 32A |
| Première Nation Leqʼá:mel (en)                  | Leq'á:mel First Nation                        | Stó:lō                             | Aylechootlook 5, Holachten 8, Lackaway 2, Lakahahmen 11, Lakway Cemetery 3, Papekwatchin 4, Pekw'xe:yles (Peckquaylis), Skweahm 10, Sumas Cemetery 12, Yaalstrick 1, Zaitscullachan 9 |
| Bande de Lheidli T'enneh (en)                   | Lheidli T’enneh                               | Dakelhs                            | Clesbaoneecheck 3, Fort George 2, Fort George Cemetery 1A, Salaquo 4 |
| Première Nation Kluskus (en)                    | Lhoosk'uz Dene Nation                         | Dakelhs                            | Bishop Bluffs 10, Bishop Bluffs 5, Bishop Bluffs 6, Chief Morris 13, Cluchuta Lake 10A, Cluchuta Lake 10B, Kloyadingli 2, Kluskus 1, Kluskus 14, Kushya Creek 12, Kushya Creek 7, Sundayman's Meadow 3, Tatelkus Lake 28, Tsachla Lake 8, Tzetzi Lake 11, Upper Kluskus Lake 9, Yaladelassla 4 |
| Première Nation Lhtako (en)                     | Lhtako Dene Nation                            | Dakelhs                            | Dragon Lake 3, Quesnel 1, Rich Bar 4, Sinnce-Tah-Lah 2 |
| Lil'wat                                         | Lil'wat Nation                                | Lillooet                           | Challetkohum 5, Challetkohum 9, Lokla 4, Mount Currie 1, Mount Currie 10, Mount Currie 2, Mount Currie 6, Mount Currie 7, Mount Currie 8, Nesuch 3 |
| Bande indienne de Little Shuswap                | Little Shuswap Lake                           | Secwepemc                          | Chum Creek 2, Meadow Creek 3, North Bay 5, Quaaout 1, Scotch Creek 4 |
| Yaqan nuʔkiy                                    | Lower Kootenay                                | Kootenays                          | Creston 1, Lower Kootenay 1A, Lower Kootenay 1B, Lower Kootenay 1C, Lower Kootenay 2, Lower Kootenay 3, Lower Kootenay 5, Lower Kootenay 4, St. Mary's 1A |
| Bande indienne de Lower Nicola (en)             | Lower Nicola                                  | Nlaka'pamux                        | Hamilton Creek 7, Hihium Lake 6, Joeyaska 2, Logan's 6, Nicola Mameet 1, Pipseul 3, Speous 8, Zoht 14, Zoht 4, Zoht 5 |
| Bande indienne de Lower Similkameen (en)        | Lower Similkameen                             | Okanagans                          | Alexis 9, Ashnola 10, Blind Creek 6, Blind Creek 6A, Chopaka 7 & 8, Keremeos Forks 12 & 12A, Lower Similkameen 2, Narcisse's Farm 4, Range 13 |
| Première Nation de Lyackson (en)                | Lyackson                                      | Stó:lō                             | Lyacksun 3, Portier Pass 5, Shingle Point 4 |
| Première Nation de Lytton (en)                  | Lytton                                        | Nlaka'pamux                        | Bootahnie 15, Cameron Bar 13, Fish Lake 7, Halhalaeden 14, Halhalaeden 14A, Inkluckcheen 21, Inkluckcheen 21B, Kitzowit 20, Klahkamich 17, Kleetlekut 22, Kleetlekut 22A, Klickkumcheen 18, Lytton 13A, Lytton 21A, Lytton 26A, Lytton 29, Lytton 30, Lytton 31, Lytton 32, Lytton 33, Lytton 3A, Lytton 4A, Lytton 4B, Lytton 4C, Lytton 4D, Lytton 4E, Lytton 4F, Lytton 5A, Lytton 9A, Lytton 9B, Lytton 27B, Maka 8, Nananahout 1, Nesikep 6, Nesikep 6A, Ngwyu'Yemc 36, Nickel Palm 4, Nickeyeah 25, Nkaih 10, Nocten 19, Nohomeen 23, Nuuautin 2, Nuuautin 2A, Nuuautin 2B, Papyum 27, Papyum 27A, Papyum Graveyard 27C, Seah 5, Skwayaynope 26, Spintlum Flat 3, Stryen 9, Tsaukan 12, Tuckozap 24, Two Mile Creek 16, Two Mile Creek 16A, Yawaucht 11 |
| Première Nation Malahat (en)                    | Malahat Nation                                | Cowichans                          | Goldstream 13, Malahat 11 |
| Bande de Mamalilikulla-QweʼQwaʼSotʼEm (en)      | Mamalilikulla First Nation                    | Kwakwaka'wakw                      | Apsagayu 1A, Compton Island 6, Mahmalillikullah 1 |
| Première Nation de Matsqui (en)                 | Matsqui First Nation                          | Stó:lö                             | Matsqui 4, Matsqui Main 2, Pekw'xe:yles (Peckquaylis), Sahhacum 1, Three Islands 3 |
| Première Nation de McLeod Lake                  | McLeod Lake                                   | Sekanis                            | Arctic Lake 10, Blue Lake 24, Carp Lake 3, Carp South 7, Davie Lake 28, Finlay Bay 21, Hominka 11, Kerry Lake East 9, Kerry Lake West 8, Mackenzie 19, McIntyre Lake 23, McLeod Lake 1, McLeod 5, Pack River 2, Quaw Island 25, Sas Mighe Indian 32, Tacheeda Lake 14, Tom Cook 26, War Lake 4, Weedon Carp 6, Weedon Lake 27, Weston Bay 20 |
| Première Nation de Metlakatla (en)              | Metlakatla First Nation                       | Tsimshians                         | Avery Island 92, Dashken 22, Edye 93, Grassy Bay, Khtahda 10, Khyex 8, Kshaoom 23, Lakelse 25, Meanlaw 24, Point Veitch 7, Red Bluff 88, Rushton Island 90, S1/2 Tsimpsean 2, Scuttsap 11, Shoowahtlans (Shawtlans) 4, Squaderee 91, Tsimpsean 2A, Tuck Inlet 89, Tugwell Island 21, Willaclough 6, Wilnaskancaud 3 |
| Premières Nations Mowachaht/Muchalaht (en)      | Mowachaht/Muchalaht                           | Nootkas                            | Aass 3, Ahaminaquus 12, Cheesish 15, Coopte 9, Hisnit 7, Hleepte 14, Hoiss 8, Matchlee 13, Mooyah 16, Moutcha 5, Nesuk 4, Ous 17, Sucwoa 6, Tahsis 11, Tsa Xana 18, Tsarksis 2, Tsowwin 10, Yuquot 1 |
| Bande indienne de Musqueam                      | Musqueam                                      | Stó:lö                             | Musqueam 2, Musqueam 4, Sea Island 3 |
| Première Nation N'Quatqua (en)                  | N’Quatqua                                     | Lillooet                           | Anderson Lake 5, Nequatque 1, Nequatque 2, Nequatque 3, Nequatque 3A, Nequatque 4 |
| Première Nation Nadleh Whut'en (en)             | Nadleh Whuten                                 | Dakelhs                            | Canyon Lake (Ormonde Lake) 7, Fondeur 9, Fraser Lake 2, Nautley (Fort Fraser) 1, Ormonde Creek 8, Seaspunkut 4, Yensischuck 3 |
| Nak'azdli Whut’en (en)                          | Nak'azdli Whut’en                             | Dakelhs                            | Beaver Islands 8, Carrier Lake 15, Great Bear Lake 16, Inzana Lake 12, Mission Lands 17, Nak'azdli, Nehounlee Lake (Six Mile Lake) 13, Six Mile Meadow 6, Sowchea 3, Sowchea 3A, Stuart Lake (Dunah Island) 10, Stuart Lake (Hungry Island) 9, Tatsadah Lake 14, Tatselawas (Stuart River) 2, Uzta (Nahounli Creek) 4, Uzta (Nahounli Creek) 7A, Williams Prairie Meadow 1A |
| Première Nation Namgis (en)                     | Namgis First Nation                           | Kwakwaka'wakw                      | Alert Bay 1, Alert Bay 1A, Ar-ce-wy-ee 4, Ches-La-Kee 3, Ksui-La-Das 6, Kuldekuma 7, Nimpkish 2, O-Tsaw-Las 5 |
| Première Nation de Nanoose (en)                 | Nanoose First Nation                          | Nanaimos                           | Nanoose |
| Première Nation de Nazko (en)                   | Nazko First Nation                            | Dakelhs                            | Baezaeko River 25, Baezaeko River 26, Baezaeko River 27, Blackwater 1, Coglistiko River 29, Deep Creek 5, Euchinico Creek 17, Euchinico Creek 18, Euchinico Creek 19, Fishpot Lake 24, Lower Fishpot Lake 24A, Michelle Creek 22, Michelle Creek 23, Nahlquonate 2, Nazco 20, Nazco 21, Nazco Cemetery 20A, Redwater Creek 30, Trout Lake Alec 16, Trout Lake Johny 15 |
| Bande de Nee-Tahi-Buhn (en)                     | Nee-Tahi-Buhn                                 | Wet'suwet'en                       | Eastern Island 13, François Lake 7, Isaac (Gale Lake) 8, Omineca 1, Uncha Lake 13A |
| Bande indienne de Neskonlith (en)               | Neskonlith                                    | Secwepemc                          | Neskonlith 1, Neskonlith 2, Switsemalph 3 |
| Bande indienne de New Westminster (en)          | New Westminster                               | Katzie, Sts'Ailes                  | aucune recensée |
| Bande indienne de Nicomen (en)                  | Nicomen                                       | Nlaka'pamux                        | Enhalt 11, Gualada 3A, Klahkowit 5, Kykinalko 2, Naykikoulth 13, Nicomen 1, Putkwa 14, Sackum 3, Shoskhost 7, Shuouchten 15, Skaynaneichst 12, Skeikut 9, Skhpowtz 4, Sleetsis 6, Squianny 10, Unputpulquatum 8 |
| Première Nation Gingolx                         | Nisga'a Village of Gingolx                    | Nisga'a                            | aucune (sauf terres désignées) |
| Première Nation Gitwinksihlkw                   | Nisga'a Village of Gitwinksihlkw              | Nisga'a                            | aucune (sauf terres désignées) |
| Première Nation Laxqaltsʼap                     | Nisga'a Village of Laxgalt'sap                | Nisga'a                            | aucune (sauf terres désignées) |
| Bande indienne de Nooaitch (en)                 | Nooaitch                                      | Nlaka'pamux                        | Nooaitch 10, Nooaitch Grass 9 |
| Première Nation Nuchatlaht (en)                 | Nuchatlaht                                    | Nootkas                            | Ahpukto 3, Chiseuquis 9, Nuchatl 1, Nuchatl 2, Occosh 8, Oclucje 7, Opemit 4, Owossitsa 6, Savey 15, Shoomart 5, Sophe 14 |
| Nation Nuxalk (en)                              | Nuxalk Nation                                 | Nuxalks                            | Bella Coola 1, Chatscah 2, Kemsquit 1, Kwatlena 4, Nooseseck 2, Skowquiltz River 3, Taleomy 3 |
| Bande indienne de l'Okanagan (en)               | Okanagan                                      | Okanagans                          | Duck Lake 7, Harris 3, Okanagan 1, Otter Lake 2, Priest's Valley 6, Swan Lake 4 |
| Conseil du village d'Old Massett (en)           | Old Massett Village Council                   | Haïdas                             | Ain 6, Cohoe Point 20, Daningay 12, Egeria Bay 19, Guoyskun 22, Hiellen 2, Jalun 14, Kioosta 15, Kose 9, Kung 11, Lanas 4, Mammin River 25, Masset 1, Meagwan 8, Naden 10, Naden 23, Owun 24, Saouchten 18, Satunquin 5, Susk 17, Tatense 16, Tiahn 27, Tlaa Gaa Aawtlaas 28, Yagan 3, Yan 7, Yasitkun 21, Yatze 13 |
| Bande d'Oregon Jack Creek (en)                  | Oregon Jack Creek                             | Nlaka'pamux                        | Hay Meadow 1, Oregon Jack Creek 2, Oregon Jack Creek 5, Paska Island 3, South Nepa 7, Upper Nepa 6 |
| Bande indienne d'Osoyoos (en)                   | Osoyoos                                       | Okanagans                          | Osoyoos 1, Osoyoos 3 |
| Première Nation Pacheedaht (en)                 | Pacheedaht First Nation                       | Nootkas                            | Cullite 3, Gordon River 2, Pacheena 1, Queesidaquah 4 |
| Première Nation Pauquachin (en)                 | Pauquachin                                    | Pauquachins                        | Cole Bay 3, Goldstream 13, Hatch Point 12 |
| Première Nation des Penelakut (en)              | Penelakut Tribe                               | Penelakuts                         | Galiano Island 9, Penelakut Island 7, Tent Island 8, Tsussie 6 |
| Bande indienne de Penticton (en)                | Penticton                                     | Okanagans                          | Penticton 1, Penticton 2, Penticton 3A |
| Première Nation Peters (en)                     | Peters First Nation                           | Stó:lō                             | Peters 1, Peters 1A, Peters 2 |
| Première Nation de Popkum (en)                  | Popkum First Nation                           | Stó:lō                             | Pekw'xe:yles (Peckquaylis), Popkum 1, Popkum 2 |
| Première Nation de Prophet River                | Prophet River First Nation                    | Danezaas                           | Prophet River 4 |
| Première Nation de Qualicum (en)                | Qualicum First Nation                         | Hulquminums                        | Qualicum |
| Première Nation de Quatsino (en)                | Quatsino                                      | Kwakwaka'wakw                      | Ah-we-cha-ol-to 16, Cayilth 5, Cayuse 6, Clatux 9, Clienna 14, Grass Point 13, Klaskish 3, Kultah 4, Mah-te-Nicht 8, Maquazneecht Island 17, O-Ya-Kum-La 11, Pa-Cat'l-Lin-Ne 3, Pulcah 15, Quatleyo 12, Quatsino 18, Quattishe 1, Teeta 7, Telaise 1, Toh-Quo-Eugh 2, Tsowenachs 2 |
| Première Nation Saik'uz (en)                    | Saik'uz First Nation                          | Dakelhs                            | Clustalach 5, Corkscrew Creek 10, Corkscrew Creek 9, Laketown 3, Noonla 6, Old Country Meadow 4, Sackanitecla 2, Sinkut Lake 8, Stony Creek 1, Tatuk Lake 7 |
| Première Nation Samahquam (en)                  | Samahquam                                     | Lillooet                           | Paqulh, Q'alatku7em, Sachteen 2, Sachteen 2A, Samahquam 1 |
| Premières Nations Saulteau                      | Saulteau First Nations                        | Danezaas                           | East Moberly Lake 169 |
| Première Nation de Seabird Island (en)          | Seabird Island                                | Stó:lō                             | Pekw'xe:yles (Peckquaylis), Seabird Island |
| Bande indienne sechelte (en)                    | Sechelt                                       | Sechelts                           | Bargain Harbour 24, Boulder Island 25, Chelohsin 13, Chickwat 9, Cokqueneets 23, Egmont 26, Hunaechin 11, Klaalth 5, Klayekwim 6, Klayekwim 6A, Klayekwim 7, Klayekwim 8, Oalthkyim 4, Paykulkum 14, Sallahlus 20, Sallahlus 20A, Saughanaught 22, Sawquamain 19A, Sechelt 2, Sekaleton 21, Sekaleton 21A, Shannon Creek 28, Skookumchuck 27, Skwawkweehm 17, Slayathlum 16, Smeshalin 18, Suahbin 19, Swaycalse 3, Swaywelat 12, Swaywelat 12A, Tchahchelailthtenum 10, Tsawcome 1, Tsooahdie 15 |
| Première Nation Semiahmoo (en)                  | Semiahmoo                                     | Semiahmoos (ou Tsawwassens)        | Semiahmoo |
| Première Nation Shackan (en)                    | Shackan                                       | Nlaka'pamux                        | Papsilqua 13, Shackan 11, Soldatquo 12 |
| Bande indienne Shuswap (en)                     | Shuswap Band                                  | Secwepemc                          | Shuswap, St. Mary's 1A |
| Première Nation Shxw'ow'hamel (en)              | Shxw'ow'hamel First Nation                    | Stó:lō                             | Kuthlalth 3, Ohamil 1, Pekw'xe:yles (Peckquaylis), Wahleach Island 2 |
| Première Nation Skway (en)                      | Shxwhá:y Village                              | Stó:lō                             | Grass 15, Pekw'xe:yles (Peckquaylis), Skumalasph 16, Skway 5 |
| Bande indienne de Simpcw (en)                   | Simpcw First Nation                           | Secwepemc                          | Barriere River 3A, Boulder Creek 5, Louis Creek 4, Nekalliston 2, North Thompson 1 |
| Bande indienne de Siska (en)                    | Siska                                         | Nlaka'pamux                        | Humhampt 6, Humhampt 6A, Kupchynalth 1, Kupchynalth 2, Moosh 4, Nahamanak 7, Siska Flat 3, Siska Flat 5A, Siska Flat 5B, Siska Flat 8, Zacht 5 |
| Premières Nations Skatin (en)                   | Skatin                                        | Lillooet                           | Franks 10, Glazier Creek 12, Morteen 9, Perrets 11, Sklahhesten 5, Sklahhesten 5A, Sklahhesten 5B, Skookumchuck 4, Skookumchuck 4A, Sweeteen 3 |
| Première Nation Skawahlook (en)                 | Skawahlook First Nation                       | Stó:lō                             | Pekw'xe:yles (Peckquaylis), Ruby Creek 2, Skawahlook 1 |
| Bande indienne Skeetchestn (en)                 | Skeetchestn                                   | Secwepemc                          | Hihium Lake 6A, Hihium Lake 6B, Marshy Lake 1, Skeetchestn |
| Conseil de bande de Skidegate (en)              | Skidegate                                     | Haïdas                             | Black Slate 11, Cumshewas 7, Deena 3, Kaste 6, Khrana 4, Lagins 5, New Clew 10, Skaigha 2, Skedance 8, Skidegate 1, Tanoo 9 |
| Première Nation Skin Tyee (en)                  | Skin Tyee                                     | Wet'suwet'en (ou Nuxalk)           | Skins Lake 15, Skins Lake 16A, Skins Lake 16B, Tatla't East 2, Tyee Uncha Lake, Uncha Lake 13A, Western Island 14 |
| Première Nation Skowkale (en)                   | Skowkale                                      | Stó:lō                             | Grass 15, Pekw'xe:yles (Peckquaylis), Skowkale 10, Skowkale 11 |
| Bande indienne de Skuppah (en)                  | Skuppah                                       | Nlaka'pamux                        | Inklyuhkinatko 2, Pooeyelth 3, Skuppah 1, Skuppah 2A, Skuppah 2B, Skuppah 3A, Skuppah 4, Skuppah 4A |
| Première Nation Skwah (en)                      | Skwah                                         | Stó:lō                             | Grass 15, Pekw'xe:yles (Peckquaylis), Schelowat 1, Skumalasph 16, Skwah 4, Skwahla 2, Skwali 3 |
| Première Nation Snuneymuxw (en)                 | Snuneymuxw First Nation                       | Nanaimos                           | Gabriola Island 5, Ma-Guala 6, Nanaimo River 2, Nanaimo River 3, Nanaimo River 4, Nanaimo Town 1 |
| Première Nation Xat'sull (en)                   | Soda Creek                                    | Secwepemc                          | Deep Creek 2, Soda Creek 1 |
| Première Nation des Songhees (en)               | Songhees Nation                               | Lekwungens                         | (Deadman's) Halkett Island 2, Chatham Islands 4, Discovery Island 3, New Songhees 1A |
| Première Nation Soowahlie (en)                  | Soowahlie                                     | Stó:lō                             | Grass 15, Pekw'xe:yles (Peckquaylis), Soowahlie 14 |
| Bande indienne de Spallumcheen (en)             | Splatsin                                      | Secwepemc                          | Enderby 2, Salmon River 1 (Splatsin), Sicamous 3 |
| Première Nation Spuzzum (en)                    | Spuzzum                                       | Lillooet                           | Chapman's Bar 10, Long Tunnel 5, Long Tunnel 5A, Papsilqua 2, Papsilqua 2A, Papsilqua 2B, Saddle Rock 9, Skuet 6, Spuzzum 1, Spuzzum 1A, Spuzzum 7, Stout 8, Teequaloose 3, Teequaloose 3A, Yelakin 4, Yelakin 4A |
| Première Nation Sq’ewlets (en)                  | Sq’éwlets                                     | Stó:lō                             | Pekw'xe:yles (Peckquaylis), Scowlitz 1, Squawkum Creek 3, Williams 2 |
| Nation squamish (en)                            | Squamish                                      | Squamish                           | Aikwucks 15, Capilano 5, Cheakamus 11, Chekwelp 26, Chekwelp 26A, Chuckchuck 8, Defence Island 28, Kaikalahun 25, Kitsilano 6, Kwum Kwum, Mission 1, Poquiosin & Skamain 13, Poyam 9, Schaltuuch 27, Seaichem 16, Seymour Creek 2, Skowishin 7, Skowishin Graveyard 10, Stawamus 24, Waiwakum 14, Yekwaupsum 18, Yekwaupsum 19, Yookwitz 12 |
| Première Nation Squiala (en)                    | Squiala First Nation                          | Stó:lō                             | Grass 15, Pekw'xe:yles (Peckquaylis), Skumalasph 16, Squiaala 7, Squiaala 8 |
| Première Nation Stellat'en (en)                 | Stellat'en First Nation                       | Dakelhs                            | Binta Lake 2, Stellaquo (Stella) 1 |
| Première Nation des Sts'Ailes (en)              | Sts’ailes                                     | Sts’ailes                          | Chehalis 5, Chehalis 6, Pekw'xe:yles (Peckquaylis) |
| Première Nation Stswecem'c Xgat'tem (en)        | Stswecem'c Xgat'tem First Nation              | Secwepemc                          | Canoe Creek 1, Canoe Creek 2, Canoe Creek 3, Copper Johnny Meadow 8, Dog Creek 1, Dog Creek 2, Dog Creek 3, Dog Creek 4, Fish Lake 5, Spilmouse 4, Tinmusket 5A, Toby Lake 6 |
| Première Nation Stz'uminus (en)                 | Stz'uminus First Nation                       | Stó:lō                             | Chemainus 13, Oyster Bay 12, Say-La-Quas 10, Squaw-Hay-One 11 |
| Première Nation Sumas (en)                      | Sumas First Nation                            | Stó:lō                             | Pekw'xe:yles (Peckquaylis), Upper Sumas 6 |
| Nation T'Sou-ke (en)                            | T'Sou-ke First Nation                         | T'soukes                           | T'souke 1, T'souke 2 |
| Première Nation T'it'q'et (en)                  | T’it'q'et                                     | Lillooet                           | Kilcult 3, Lillooet 1, Lillooet 1A, McCartney's Flat 4, Riley Creek 1B, Seton Lake 5, Towinock 2 |
| Première Nation Tahltan (en)                    | Tahltan                                       | Tahltans                           | Classy Creek 8, Dease Lake 9, Guhthe Tah 12, Hiusta's Meadow 2, Salmon Creek 3, Tahltan 1, Tahltan 10, Tahltan Forks 5, Tatcho Creek 11, Tatl'ah 13, Telegraph Creek 6, Telegraph Creek 6A, Upper Tahltan 4 |
| Nation de Takla Lake (en)                       | Takla Nation                                  | Dakelhs                            | Bear Lake (Fort Connelly) 4, Bear Lake (Tsaytut Bay) 1B, Bear Lake (Upper Driftwood River) 1A, Bear Lake (Sustut River) 3, Cheztainya Lake 11, Driftwood River (Kastberg Creek) 1, Klewaduska (Cataract) 6, Kotsine (Skutsil) 2, North Tacla Lake (Bates Creek) 10, North Tacla Lake (North End Meadow) 11A, North Tacla Lake (West Landing) 8, North Tacla Lake 12, North Tacla Lake 7, North Tacla Lake 7A, Tacla Lake (Ferry Landing) 9, Tsaytut Island 1C, Tsupmeet (Patcha Creek) 5 |
| Tk’emlúps te Secwépemc (en)                     | Tk'emlúps te Secwépemc                        | Secwepemc                          | Hihium Lake 6, Kamloops 1, Kamloops 2, Kamloops 3, Kamloops 4, Kamloops 5 |
| Nation Tl'azt'en (en)                           | Tl'azt'en Nation                              | Dakelhs                            | Bihl'k'a Chah 20, Bilhk'a 6, Camsell Lake 30, Carsoosat 17, Chuz Teeslee 41, Dlah Koh 31, Dzin Tl'at 46, Dzitline Lee 9, Ihch'az Uz Ta Tsoh 44, Jus K'ay Tl'oh 32, K'ay Noo 47, Keom Cho 38, Kuz Che 5, La Tse Cho Diz I 33, Metso A Choot 23, Nak'a Lat 39, Natazutlooh 25, Noo Kat 42, North Road 19, Shas Dzuhl Koh 35, Sisul Tl'o K'ut 21, Skooby Island 48, Ta Duhl' 36, Tache 1, Tanizul 43, Teeslee 15, Teh Noo'n Che 49, Tl'o Ba 22, Tsay Cho 4, Tsaz Chech 27, Tsaz Chech 28, Tsaz Cheh Koh 24, Tse Bay Ha Tine A 34, Tsun Tine Ah 37, Wha T'a Noo 40 |
| Gouvernement Tl'etinqox-t'in (en)               | Tl'etinqox Government                         | Chilcotins                         | Anahim 10, Anahim 11, Anahim 12, Anahim 13, Anahim 14, Anahim 15, Anahim 16, Anahim 17, Anahim 18, Anahim 3, Anahim 4, Anahim 5, Anahim 6, Anahim 7, Anahim 8, Anahim 9, Anahim's Flat 1, Anahim's Meadow 2, Anahim's Meadow 2A |
| Nation Tla'amin (en)                            | Tla'amin Nation                               | Sliammons (Kʼómoks)                | Harwood Island 2, Kahkaykay 6, Paukeanum 3, Sliammon 1, Tokenatch 5, Toquana 4 |
| Premières Nations Tla-o-qui-aht (en)            | Tla-o-qui-aht First Nations                   | Nootkas                            | Clayoqua 6, Echachis 2, Eelseuklis 10, Esowista 3, Ilthpaya 8, Indian Island 30, Kootowis 4, Okeamin 5, Onadsilth 9, Opitsat 1, Tin-Wis 11, Winche 7 |
| Nation Tlatlasikwala (en)                       | Tlatlasikwala                                 | Kwakwaka'wakw                      | Glen-Gla-Ouch 5, Hope Island 1, Nahwitti 4, Ouchton 3, Semach 2, Wakems 6 |
| Nation Tlowitsis (en)                           | Tlowitsis Tribe                               | Kwakwaka'wakw (ou Nootkas)         | Aglakumna 4A, Aglakumna-La 2, Coffin Island 3, Etsekin 1, Hanatsa 6, Haylahte 3, Karlukwees 1, Keecekiltum 2, Nenagwas 12, Pawala 5, Port Neville 4, Small Island 4 |
| Yaq̓it ʔa·knuqⱡi’it                              | Tobacco Plains                                | Kootenays                          | St. Mary's 1A, Tobacco Plains 2 |
| Première Nation Tl’esqox (en)                   | Toosey                                        | Chilcotins                         | Baptiste Meadow 2, Toosey 1, Toosey 1A, Toosey 3 |
| Première Nation Toquaht (en)                    | Toquaht                                       | Nootkas                            | aucune (sauf terres réservées) |
| Première Nation Ts'kw'aylaxw (en)               | Ts'kw'aylaxw First Nation                     | Secwepemc                          | Leon Creek 2, Leon Creek 2A, Marble Canyon 3, Pavilion 1, Pavilion 1, Pavilion 1A, Pavilion 3A, Pavilion 4, Ts'kw'aylaxw 5 |
| Première Nation Ts'uubaa-asatx (en)             | Ts'uubaa-asatx                                | Cowichans                          | Cowichan Lake |
| Première Nation Tsal’alh                        | Tsal’alh                                      | Lillooet                           | Mission 5, Necait 6, Nzaw't 4A, Seton Lake 5A, Seton Lake 7, Silicon 2, Slosh 1, Slosh 1A, Whitecap 1 |
| Tsartlip                                        | Tsartlip                                      | Lekwungens                         | Goldstream 13, Mayne Island 6, Senanus Island 10, South Saanich 1 |
| Première Nation Tsawout (en)                    | Tsawout First Nation                          | Lekwungens                         | Bare Island 9, East Saanich 2, Fulford Harbour 5, Goldstream 13, Pender Island 8, Saturna Island 7 |
| Première Nation Tsawwassen (en)                 | Tsawwassen First Nation                       | Tsawwassens                        | aucune (sauf terres réservées) |
| Première Nation Tsay Keh Dene (en)              | Tsay Keh Dene                                 | Sekanis                            | Finlay River 6, Ingenika 8, Mesilinka 7, Parsnip 5, Police Meadow 2, Tutu Creek 4 |
| Première Nation Tseshaht                        | Tseshaht                                      | Nootkas                            | Ahmitsa 5, Alberni 2, Cleho 6, Equis 8, Keith Island 7, Omoah 9, Tsahaheh 1, Tseoowa 4 |
| Première Nation Tseycum (en)                    | Tseycum                                       | Lekwungens                         | Bare Island 9, Goldstream 13, Pender Island 8, Saturna Island 7, Union Bay 4 |
| Première Nation Tsleil-Waututh                  | Tsleil-Waututh Nation                         | Tsleil-Waututh                     | Burrard Inlet 3, Inlailawatash 4, Inlailawatash 4A |
| Première Nation Tzeachten (en)                  | Tzeachten                                     | Stó:lō                             | Grass 15, Pekw'xe:yles (Peckquaylis), Tzeachten 13 |
| Première Nation Tŝideldel (en)                  | Tŝideldel First Nation                        | Chilcotins                         | Agats Meadow 8, Alexis Creek 12, Alexis Creek 13, Alexis Creek 14, Alexis Creek 15, Alexis Creek 16, Alexis Creek 17, Alexis Creek 18, Alexis Creek 20, Alexis Creek 21, Alexis Creek 22, Alexis Creek 23, Alexis Creek 24, Alexis Creek 25, Alexis Creek 26, Alexis Creek 27, Alexis Creek 28, Alexis Creek 29, Alexis Creek 30, Alexis Creek 31, Alexis Creek 32, Alexis Creek 33, Alexis Creek 34, Alexis Creek 35, Alexis Creek 6, Charley Boy's Meadow 3, Chezacut Cemetery 5, Freddie Charley Boy 7, Michel Gardens 36, Puntzi Lake 2, Redstone Cemetery 1B, Redstone Flat 1, Redstone Flat 1A, Seymour Meadows 19, Toby Helenes Meadow 10, Toby Helenes Meadow 11, Toby Helenes Meadow 9, Toby's Meadow 4 |
| Première Nation Uchucklesaht (en)               | Uchucklesaht                                  | Nootkas                            | aucune (sauf terres désignées) |
| Première Nation Ucluelet                        | Ucluelet First Nation                         | Nootkas                            | aucune (sauf terres désignées) |
| Première Nation Ulkatcho                        | Ulkatcho                                      | Dakelhs                            | Abuntlet Lake 4, Andy Cahoose Meadow 16, Betty Creek 18, Blackwater Meadow 11, Cahoose 10, Cahoose 12, Cahoose 8, Casimiel Meadows 15A, Fishtrap 19, Louis Squinas Ranch 14, Salmon River Meadow 7, Squinas 2, Thomas Squinas Ranch 2A, Tilgatko 17, Towdystan Lake 3, Ulkatcho 1, Ulkatcho 13, Ulkatcho 14A, Ulkatcho 5, Uklatcho 6, Willow Meadow 9 |
| Première Nation d'Union Bar (en)                | Union Bar First Nation                        | Stó:lō (ou Secwepemc)              | Aywawwis 15, Kawkawa Lake 16, Klaklacum 12, Puckatholetchin 11, Skawahlum 10, Swahliseah 14, Trafalgar Flat 13 |
| Bande d'Upper Nicola (en)                       | Upper Nicola                                  | Nlaka'pamux                        | Chapperon Creek 6, Chapperon Lake 5, Douglas Lake 3, Hamilton Creek 2, Hihium Lake 6, Nicola Lake 1, Salmon Lake 7, Spahomin Creek 4, Spahomin Creek 8 |
| Bande indienne d'Upper Similkameen (en)         | Upper Similkameen                             | Okanagans                          | Chuchuwayha 2, Chuchuwayha 2C, Iltcoola 7, Lulu 5, Nine Mile Creek 4, One Mile 6, Vermilion Forks 1, Wolf Creek 3 |
| Première Nation de West Moberly (en)            | West Moberly First Nations                    | Danezaas, Cris                     | West Moberly Lake 168A |
| Première Nation Westbank (en)                   | Westbank First Nation                         | Okanagans                          | Medicine Creek 12, Medicine Hill 11, Mission Creek 8, Tsinstikeptum 10, Tsinstikeptum 9 (terres réservées) |
| Première Nation Wetʼsuwetʼen (en)               | Wet'suwet'en First Nation                     | Wet'suwet'en                       | Duncan Lake 2, Felix George 7, Foxy Creek 6, Gaichbin 8, Klagookchew 9, Maxan Creek 5, Maxan Lake 3, Maxan Lake 4, Palling 1, Tatla West 11, Tsichgass 10 |
| Bande indienne de Whispering Pines/Clinton (en) | Whispering Pines/Clinton                      | Secwepemc                          | Clinton 1, Kelly Creek 3, Whispering Pines 4 |
| Première Nation de Williams Lake (en)           | Williams Lake First Nation                    | Secwepemc                          | Asahal Lake 2, Carpenter Mountain 15, Chimney Creek 5, Five Mile 3, James Louie 3A, San José 6, Tillion 4, Williams Lake 1 |
| Première Nation Witset (en)                     | Witset First Nation                           | Wet'suwet'en                       | Babine 17, Babine 18, Bulkley River 19, Coryatsaqua (Moricetown) 2, Jean Baptiste 28, Moricetown 1, Oschawwinna 3 |
| Nation Wuikinuxv (en)                           | Wuikinuxv Nation                              | Wuikinuxv                          | Cockmi 3, Katit 1, Kiltala 2 |
| Première Nation Xaxli'p (en)                    | Xaxli’p                                       | Lillooet                           | Chilhil 6, Dry Salmon 7, Fountain 1, Fountain 10, Fountain 11, Fountain 12, Fountain 1A, Fountain 1B, Fountain 1C, Fountain 1D, Fountain 2, Fountain 3, Fountain 3A, Fountain 4, Fountain 9, Fountain Creek 8, Quatlenemo 5 |
| Première Nation Xeni Gwet'in (en)               | Xeni Gwet'in First Nations Government         | Chilcotins                         | Chilco Lake 1, Chilco Lake 1A, Garden 2, Garden 2A, Lezbye 6, Lohbiee 3, Tanakut 4, Tsunnia Lake 5 |
| Première Nation Yakweakwioose (en)              | Yakweakwioose                                 | Stó:lō                             | Grass 15, Pekw'xe:yles (Peckquaylis), Yakweakwioose 12 |
| Première Nation de Yale (en)                    | Yale First Nation                             | Nlaka'pamux                        | 4 1/2 Mile 2, Albert Flat 5, Kaykaip 7, Lukseetsissum 9, Qualark 4, Squeah 6, Stullawheets 8, Yale 18, Yale 19, Yale 20, Yale 21, Yale 22, Yale 23, Yale 24, Yale 25, Yale Town 1 |
| Première Nation Yekooche (en)                   | Yekooche First Nation                         | Dakelhs                            | Nan Tl' At 13, Ucausley 16, Ye Koo Che 3, Ye Koos Lee 11 |
| Première Nation Yunesit'in (en)                 | Yunesit'in Government                         | Chilcotins                         | Brigham Creek 3, Saddle Horse 2, Stone 1, Stone 1A, Stone 4 |

## Yukon
Le territoire du Yukon compte au total 18 Premières Nations, dont les membres sont de plusieurs ethnies différentes, principalement tutchonie du Nord, tutchonie du Sud et tlingit.
| Première Nation                           | Nom officiel                         | Ethnie                                       | Réserve(s) |
| ----------------------------------------- | ------------------------------------ | -------------------------------------------- | --- |
| Première Nation Aishihik                  | Aishihik                             | Tutchonis du Sud                             | aucune (sauf terres désignées) |
| Première Nation de Carcross/Tagish        | Carcross/Tagish First Nation         | Tagish, Tlingits                             | aucune (sauf terres désignées) |
| Première Nation Champagne                 | Champagne                            | Tutchonis du Sud                             | aucune (sauf terres désignées) |
| Premières Nations Champagne et Aishihik   | Champagne and Aishihik First Nations | Tutchonis du Sud                             | aucune (sauf terres désignées) |
| Première Nation de Dease River            | Dease River                          | Kaska Dena                                   | Dease River 1, Dease River 2, Dease River 3, Dease River 4 |
| Première Nation de Na-Cho Nyäk Dun        | First Nation of Nacho Nyak Dun       | Tutchonis du Nord                            | aucune (sauf terres désignées) |
| Première Nation de Kluane                 | Kluane First Nation                  | Tutchonis du Sud                             | aucune (sauf terres désignées) |
| Première Nation de Kwanlin Dün            | Kwanlin Dun First Nation             | Tagish                                       | aucune (sauf terres désignées) |
| Première Nation de Liard                  | Liard First Nation                   | Kaska Dena                                   | Blue River 1, Dease River 2, Dease River 3, Horse Ranch Pass 4, Liard River 3, McDames Creek 2, Mosquito Creek 5, Muddy River 1, One Mile Point 1                       |
| Première Nation de Little Salmon/Carmacks | Little Salmon/Carmacks First Nation  | Tutchonis du Nord                            | aucune (sauf terres désignées) |
| Première Nation de Ross River             | Ross River Dena Council              | Kaska Dena                                   | aucune recensée |
| Première Nation Selkirk                   | Selkirk First Nation                 | Tutchonis du Nord                            | aucune (sauf terres désignées) |
| Conseil des Ta'an Kwäch'än                | Ta'an Kwach'an                       | Tutchonis du Sud                             | aucune (sauf terres désignées) |
| Première Nation tlingit de Taku River     | Taku River Tlingit                   | Tlingits                                     | Alkhili 2, Atlin-Teslin Indian Cemetary 4, Five Mile Point 3, Jennings River 8, McDonald Lake 1, Silver Salmon Lake 5, Taku 6, Teslin Lake 7, Teslin Lake 9, Unnamed 10 |
| Conseil des Teslin Tlingit                | Teslin Tlingit Council               | Tlingits                                     | aucune (sauf terres désignées) |
| Tr'ondëk Hwëch'in                         | Tr'ondëk Hwëch'in                    | Häns                                         | aucune (sauf terres désignées) |
| Première Nation Vuntut Gwitchin           | Vuntut Gwitchin First Nation         | Gwich'ins                                    | aucune (sauf terres désignées) |
| Première Nation de White River            | White River First Nation             | Tananas, Tutchonis du Nord, Tutchonis du Sud | aucune recensée |

## Territoires du Nord-Ouest
Les Territoires du Nord-Ouest comptent au total 26 Premières Nations, dont les membres sont de plusieurs ethnies différentes, principalement esclave, tlicho, et gwich'in.
| Première Nation                             | Nom officiel                     | Ethnie            | Réserve(s)                                                             |
| ------------------------------------------- | -------------------------------- | ----------------- | ---------------------------------------------------------------------- |
| Première Nation Acho Dene Koe (en)          | Acho Dene Koe First Nation       | Esclaves          | Fort Liard Settlement                                                  |
| Première Nation d'Aklavik (en)              | Aklavik                          | Gwich'ins         | Aklavik Settlement                                                     |
| Première Nation Behdzi Ahda' (en)           | Behdzi Ahda' First Nation        | Sahtus            | Colville Lake Settlement                                               |
| Premières Nations Dechi Laot'i (en)         | Dechi Laot'i First Nations       | Tlichos           | Snare Lake Settlement                                                  |
| Première Nation Deh Gah Got'ie (en)         | Deh Gáh Got'ie Dene First Nation | Esclaves          | Fort Providence Settlement                                             |
| Première Nation Déline (en)                 | Deline First Nation              | Sahtus            | Fort Franklin Settlement                                               |
| Première Nation Deninu Kué (en)             | Deninu K'ue First Nation         | Tchipewyans       | Fort Resolution Settlement                                             |
| Première Nation Dog Rib Rae (en)            | Dog Rib Rae                      | Tlichos           | Rae-Edzo Settlement                                                    |
| Première Nation de Fort Good Hope (en)      | Fort Good Hope                   | Sahtus            | Fort Good Hope Settlement                                              |
| Première Nation Gameti (en)                 | Gameti First Nation              | Tlichos           | Rae Lakes Settlement                                                   |
| Gwichya Gwich'in (en)                       | Gwichya Gwich'in                 | Gwich'ins         | aucune (sauf terres désignées)                                         |
| Bande indigène d'Inuvik (en)                | Inuvik Native                    | Gwich'ins         | Inuvik Settlement                                                      |
| Première Nation de Jean Marie River (en)    | Jean Marie River First Nation    | Esclaves          | Jean Marie River Settlement                                            |
| Première Nation K'atlodeeche                | K'atlodeeche First Nation        | Esclaves          | Hay River Dene 1, Hay River Settlement                                 |
| Première Nation Ka'a'gee Tu (en)            | Ka'a'gee Tu First Nation         | Esclaves          | Kakisa Lake Settlement                                                 |
| Première Nation Liidlii Kue (en)            | Liidlii Kue First Nation         | Esclaves          | Fort Simpson Settlement                                                |
| Première Nation dénée Lutsël K'é (en)       | Lutsel K'e Dene First Nation     | Tchipewyans       | Snowdrift Settlement                                                   |
| Bande dénée de Nahanni Butte (en)           | Nahanni Butte                    | Esclaves          | Nahanni Butte Settlement                                               |
| Première Nation de Pehdzeh Ki               | Pehdzeh Ki First Nation          | Esclaves          | Wrigley Settlement                                                     |
| Première Nation de Salt River (en)          | Salt River First Nation #195     | Cris, Tchipewyans | Fitzgerald 196, Fort Smith Settlement, Salt Plains 195, Salt River 195 |
| Première Nation Sambaa K'e (en)             | Sambaa K'e First Nation          | Esclaves          | Trout Lake Settlement                                                  |
| Conseil de bande Teetl'it Gwich'in          | Teetl'it Gwich'in Band Council   | Gwich'ins         | Fort McPherson Settlement                                              |
| Première Nation dénée Tulita (en)           | Tulita Dene                      | Sahtus            | Fort Norman Settlement                                                 |
| Première Nation de West Point (en)          | West Point First Nation          | Esclaves          | aucune recensée                                                        |
| Première Nation Wha Ti (en)                 | Wha Ti First Nation              | Tlichos           | Lac La Martre Settlement                                               |
| Première Nation dénée des Yellowknives (en) | Yellowknives Dene First Nation   | Couteaux-jaunes   | Dettah Settlement, Ndilo Settlement, Yellowknife Settlement            |

## Nunavut
La population autochtone du Nunavut compte principalement des Inuits et ne comporte donc aucune bande indienne.